# Hermann Hesse

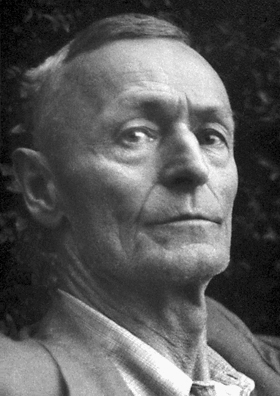
Hermann Hesse als Literaturnobelpreisträger, 1946

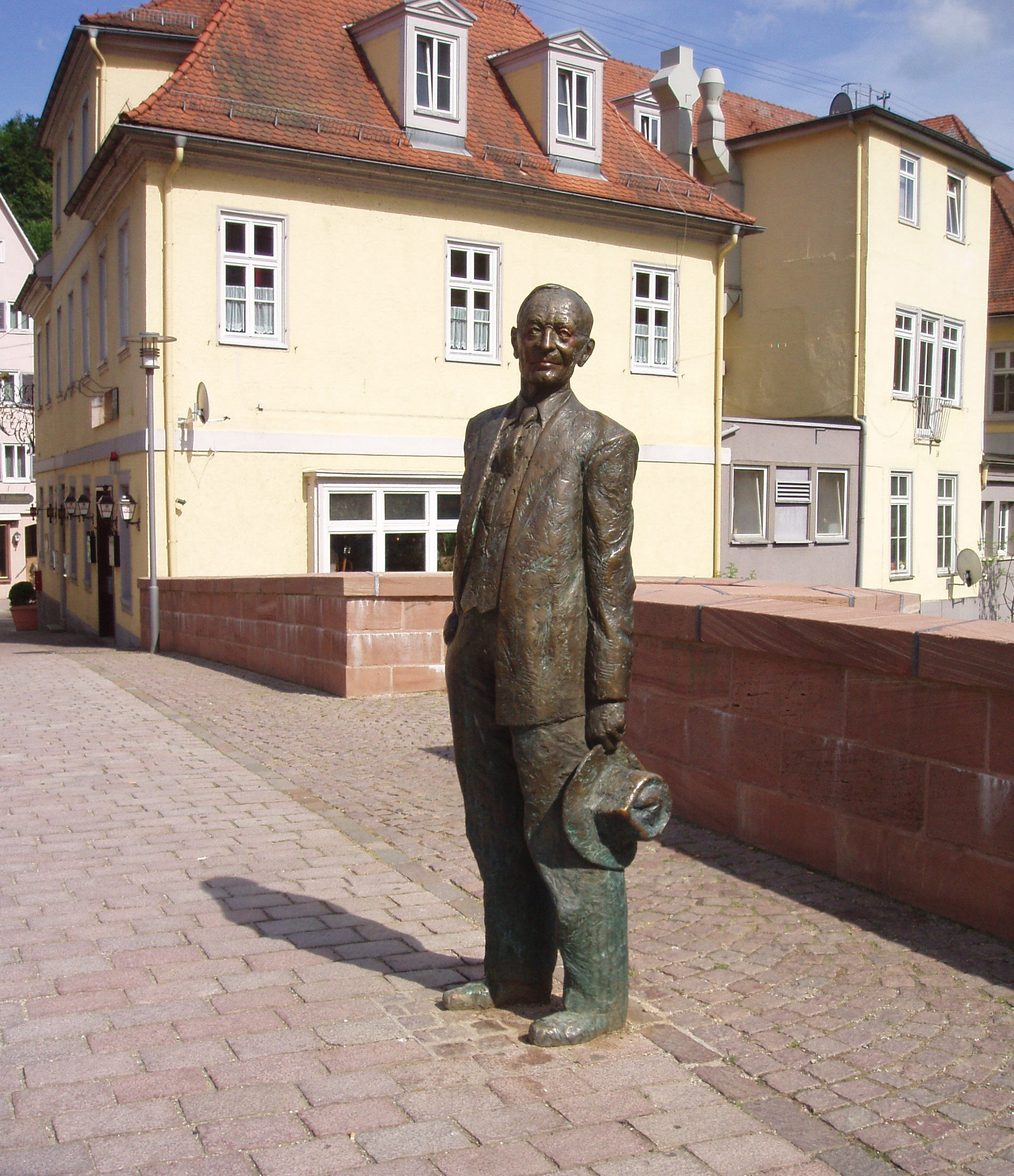
Hesse-Skulptur auf der Nikolausbrücke in Calw von Kurt Tassotti

Hermann Karl Hesse, Pseudonym: Emil Sinclair (* 2. Juli 1877 in Calw; † 9. August 1962 in Montagnola, Schweiz; heimatberechtigt in Basel und Bern), war ein deutsch-schweizerischer Schriftsteller, Dichter und Maler. Bekanntheit erlangte er mit Prosawerken wie Siddhartha, Der Steppenwolf, Demian, Das Glasperlenspiel sowie Narziß und Goldmund und mit seinen Gedichten (z. B. Stufen). 1946 wurde ihm der Nobelpreis für Literatur verliehen, 1954 wurde er in den Orden Pour le Mérite für Wissenschaften und Künste aufgenommen. Die meisten seiner Werke haben die Suche eines Menschen nach Authentizität, Selbsterkenntnis und Spiritualität zum Thema.

## Leben

### Kindheit und Jugend (1877–1895)

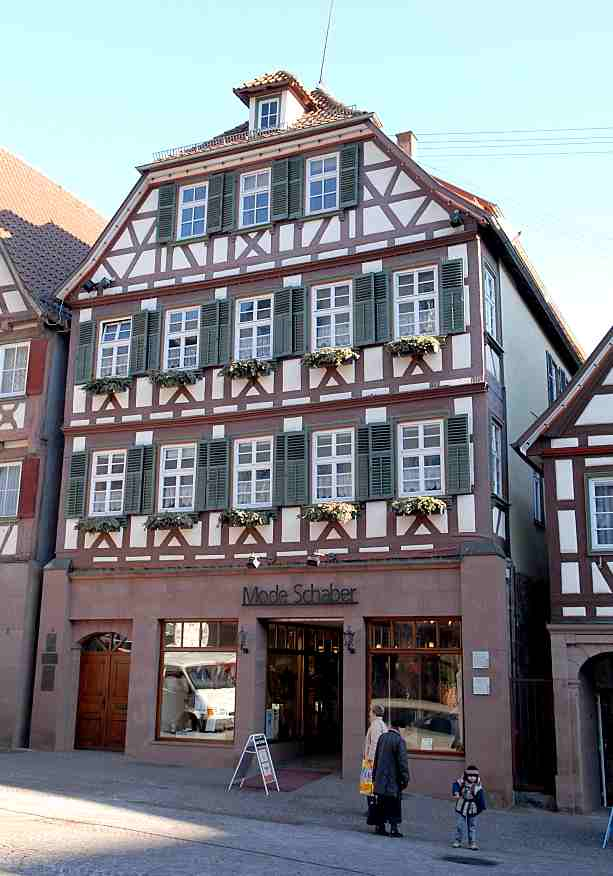
Hesses Geburtshaus
am Marktplatz von Calw, das Geburtszimmer liegt hinter den ersten zwei links liegenden Fenstern im zweiten Obergeschoss (obere Fünf-Fenster-Reihe), 2008

#### Elternhaus
Hermann Hesse stammte aus einer evangelischen Missionarsfamilie und wuchs in einer behüteten und intellektuellen Familienatmosphäre auf. Beide Eltern waren im Auftrag der Basler Mission in Indien tätig, wo Hesses Mutter, die Württembergerin Marie Gundert, auch geboren worden war. Sein Vater Johannes Hesse, Sohn des Kreisarztes und Staatsrates Carl Hermann Hesse sowie Enkel eines von Lübeck nach Estland ausgewanderten Kaufmanns, lebte in Weißenstein, Gouvernement Estland, im damaligen Russischen Kaiserreich; damit war auch Hermann von Geburt an russischer Staatsangehöriger. In Calw war Johannes Hesse ab 1873 Mitarbeiter des Calwer Verlagsvereins. Dessen Vorstand war sein Schwiegervater Hermann Gundert, dem er 1893 als Vorstand und Verlagsleiter folgte (bis 1905).
Hermann Hesse hatte acht Geschwister, von denen drei im Kleinkindalter starben. Er wuchs mit den beiden mehrere Jahre älteren Halbbrüdern Theodore und Karl Isenberg auf, Kinder seiner Mutter mit ihrem verstorbenen ersten Ehemann Charles Isenberg. Die weiteren drei Vollgeschwister waren Adele, Marie „Marulla“ und Johannes „Hans“. Hermann Hesse war ein fantasievolles Kind mit ausdrucksstarkem Temperament. Schon früh machte sich sein Talent bemerkbar: Ihm mangelte es nicht an Gedicht-Ideen, und er zeichnete wunderbare Bilder. So schrieb seine Mutter am 2. August 1881 in einem Brief an seinen Vater Johannes Hesse:

„[…] der Bursche hat ein Leben, eine Riesenstärke, einen mächtigen Willen und wirklich auch eine Art ganz erstaunlichen Verstand für seine vier Jahre. Wo will’s hinaus? Es zehrt mir ordentlich am Leben dieses innere Kämpfen gegen seinen hohen Tyrannengeist, sein leidenschaftliches Stürmen und Drängen […]
Gott muß diesen stolzen Sinn in Arbeit nehmen, dann wird etwas Edles und Prächtiges draus, aber ich schaudere bei dem Gedanken, was bei falscher oder schwacher Erziehung aus diesem jungen passionierten Menschen werden könnte.“

Die Welt, in der Hermann Hesse seine ersten Lebensjahre verbrachte, war einerseits vom Geist des schwäbischen Pietismus geprägt. Andererseits wurde seine Kindheit und Jugend begleitet durch das Baltentum seines Vaters, was Hermann Hesse als „eine wichtige und wirksame Tatsache“ bezeichnete. So war der Vater sowohl in Württemberg als auch in der Schweiz ein unangepasster Fremder, der nirgendwo Wurzeln schlug und „immer wie ein sehr höflicher, sehr fremder und einsamer, wenig verstandener Gast“ wirkte. Hinzu kam, dass die Familie auch mütterlicherseits der weitgehend internationalen Gemeinschaft der Missionsleute angehörte und dass seine aus dieser Linie stammende Großmutter Julie Gundert, geb. Dubois (1809–1885) als französischsprachige Schweizerin ebenfalls zeitlebens eine Fremde in der schwäbisch-kleinbürgerlichen Welt blieb.

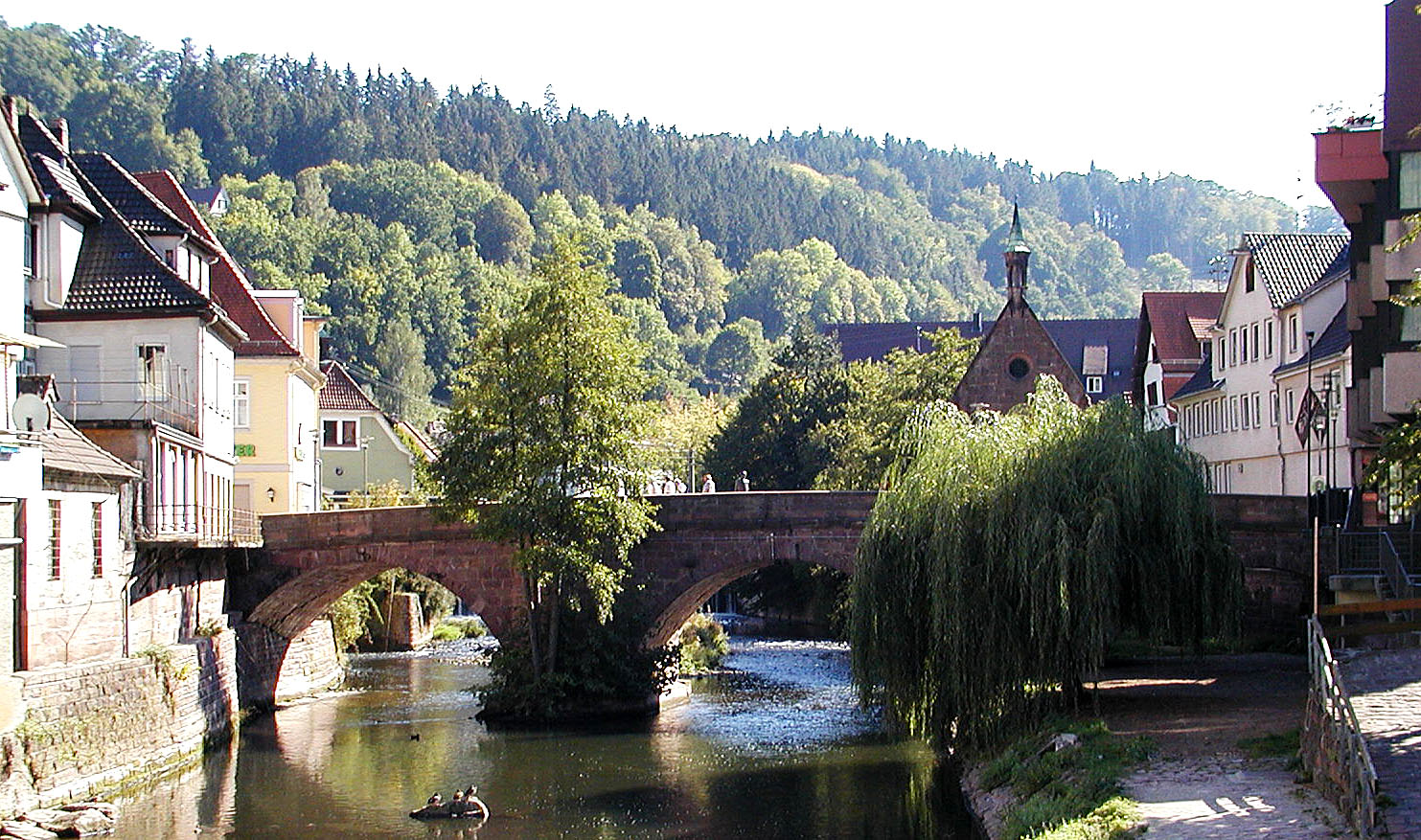
Hesses Geburtsstadt Calw mit der Nikolausbrücke und Nikolauskapelle über der Nagold, 2003

Erlebnisse und Begebenheiten aus seiner Kindheit und Jugend in Calw, die Atmosphäre und Abenteuer am Fluss, die Brücke, die Kapelle, die eng aneinander liegenden Häuser, versteckte Winkel und Ecken sowie die Bewohner mit all ihren liebenswerten Eigenarten oder Schrullen hat Hesse in seinen frühen Gerbersau-Erzählungen beschrieben und zum Leben erweckt. In Hesses Jugendzeit wurde diese Atmosphäre unter anderem noch stark von der alteingesessenen Zunft der Gerber geprägt. Auf der Nikolausbrücke, seinem Lieblingsort in Calw, hielt Hesse sich oft und gern auf. Daher ist 2002 dort die oben abgebildete, von Tassotti geschaffene lebensgroße Hesse-Skulptur aufgestellt worden.
Ein mehr von innen her wirkendes Gegengewicht zum Pietismus war die immer wieder in den Erzählungen des Vaters Johannes Hesse aufleuchtende Welt Estlands. „Eine überaus heitere, bei aller Christlichkeit sehr lebensfrohe Welt […] nichts wünschten wir sehnlicher, als auch einmal dieses Estland […] zu sehen, wo das Leben so paradiesisch, so bunt und lustig war.“
Zudem stand Hermann Hesse die umfassende Bibliothek seines gelehrten Großvaters Hermann Gundert mit Werken der Weltliteratur zur Verfügung, die er sich intensiv erschloss. All diese Komponenten eines Weltbürgertums „waren die Grundlagen für eine Isolierung und für ein Gefeitsein gegen jeden Nationalismus, die in meinem Leben bestimmend gewesen sind“.

#### Schulische Ausbildung

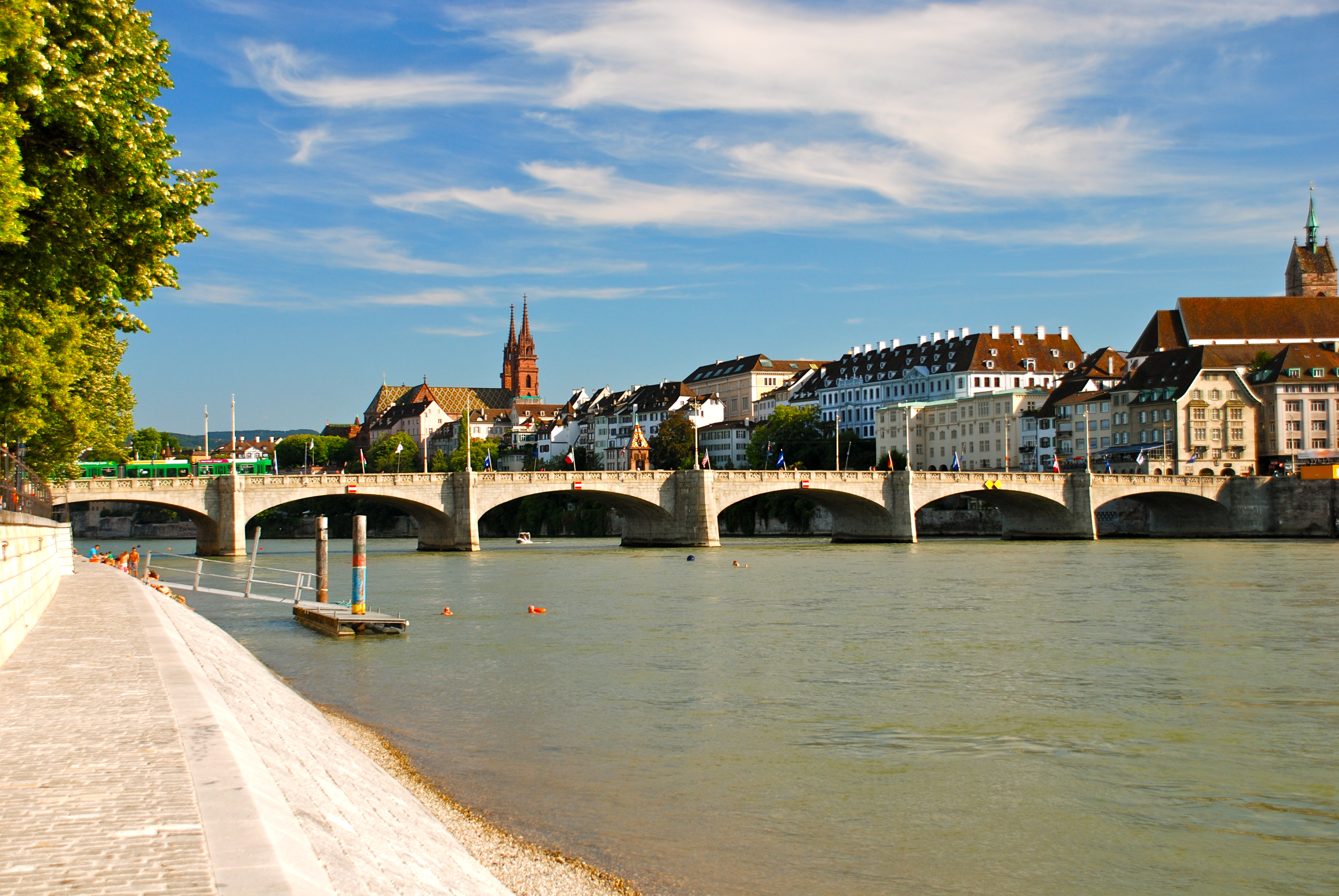
Die Stadt Basel, die zu einem wichtigen Bezugspunkt in Hesses Leben wurde und während der Ausbildung des Autors eine wichtige Rolle spielte

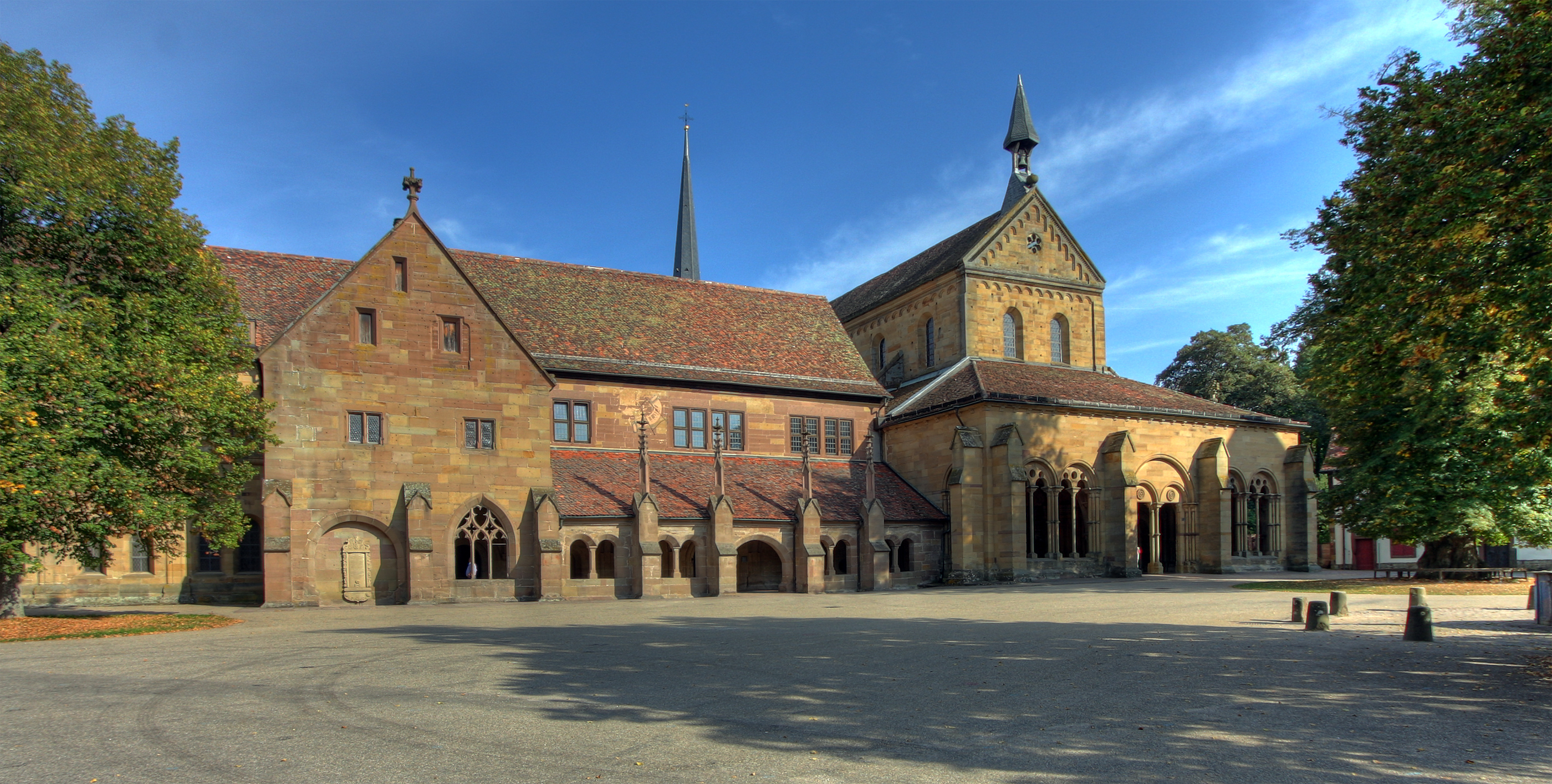
Teil des Klosterhofes Maulbronn

1881 zog die Familie für fünf Jahre nach Basel. Der Vater Johannes erwarb 1882 das Basler Bürgerrecht, wodurch die gesamte Familie zu Schweizer Staatsbürgern wurde. Wohnhaft waren sie in der Nähe der Schützenmatte; Hesse sprach später von den „Herrlichkeiten jener Wiese“ in seiner Kindheit. Ab 1885 war Hesse Schüler in der Internatsschule der Mission, genannt Knabenhaus. In der „Basler Mission“ unterrichtete Hermann Hesses Vater. Im Juli 1886 zog die Familie wieder nach Calw, wo Hesse zunächst in die zweite Klasse der Calwer Lateinschule (Reallyzeum) eintrat. Er wechselte 1890 auf die Lateinschule in Göppingen zur Vorbereitung auf das württembergische Landexamen, das Württembergern eine kostenlose Ausbildung zum Landesbeamten oder Pfarrer erlaubte. Deshalb erwarb der Vater im November 1890 für ihn als einziges Mitglied der Familie die württembergische Staatsangehörigkeit, wodurch er das Schweizer Bürgerrecht verlor. Nachdem er 1891 in Stuttgart das Landexamen bestanden hatte, besuchte er, für die Theologenlaufbahn bestimmt, das evangelisch-theologische Seminar im Kloster Maulbronn. In Maulbronn zeigte sich im März 1892 der „rebellische“ Charakter des Schülers: Er entwich aus dem Seminar, weil er „entweder ein Dichter oder gar nichts“ werden wollte, und wurde erst einen Tag später auf freiem Feld aufgegriffen.
Nun begann, begleitet von heftigen Konflikten mit den Eltern, eine Odyssee durch verschiedene Anstalten und Schulen. Im Alter von 14 Jahren befand sich Hermann Hesse vermutlich in einer depressiven Phase und äußerte in einem Brief vom 20. März 1892 Suizidgedanken („Ich möchte hingehen wie das Abendrot“). Im Mai 1892 versuchte der Jugendliche einen Suizid mit einem Revolver in der vom Theologen und Seelsorger Christoph Friedrich Blumhardt geleiteten Anstalt Bad Boll. Im Anschluss daran wurde Hesse von seinen Eltern in die Nervenheilanstalt im damaligen Stetten im Remstal (der heutigen Diakonie Stetten e. V. in Kernen im Remstal) bei Stuttgart gebracht, wo er im Garten arbeiten und beim Unterrichten geistig behinderter Kinder helfen musste.
Hier kulminierten pubertärer Trotz, Einsamkeit und das Gefühl, von seiner Familie unverstanden verstoßen zu sein. In dem berühmten anklagenden Brief vom 14. September 1892 an seinen Vater titulierte er diesen, nunmehr deutlich Abstand einnehmend, mit „Sehr geehrter Herr!“ – dies im Gegensatz zu früheren, zum Teil offenen, sehr mitteilsamen Briefen. Zudem versah er den Brieftext mit aggressiv-ironisierenden und sarkastischen Formulierungen. So wies er (zusätzlich zur eigenen Person) auch seinem Vater bereits im Vorfeld die Schuld an möglichen zukünftigen „Verbrechen“ zu, die er, Hermann, infolge seines Aufenthaltes in Stetten als „Welthasser“ begehen könnte. Schließlich unterzeichnete er als „H. Hesse, Gefangener im Zuchthaus zu Stetten“. Im Nachsatz fügte er hinzu: „Ich beginne mir Gedanken zu machen, wer in dieser Affaire schwachsinnig ist.“ Er fühlte sich von Gott, den Eltern und der Welt verlassen und sah hinter den starren pietistisch-religiösen Traditionen der Familie nur noch Scheinheiligkeit.
Ab Ende 1892 konnte er das Gymnasium in Cannstatt besuchen. 1893 bestand er dort zwar das Einjährigen-Examen, brach aber die Schule ab.

#### Lehre
Nachdem er seiner ersten Buchhändlerlehre in Esslingen am Neckar nach drei Tagen entlaufen war, begann Hesse im Frühsommer 1894 für 14 Monate eine Mechanikerlehre in der Turmuhrenfabrik Perrot in Calw. Die monotone Arbeit des Lötens und Feilens bestärkte in ihm alsbald den Wunsch, sich wieder der Literatur und geistiger Auseinandersetzung zuzuwenden. Im Oktober 1895 war er bereit, eine neue Buchhändlerlehre in Tübingen zu beginnen und ernsthaft zu betreiben. Die Erfahrungen seiner Jugend hat er später in seinem Roman Unterm Rad verarbeitet.

### Der Weg zum Schriftsteller (1895–1904)
Bereits als Zehnjähriger hatte sich Hesse mit einem Märchen versucht: Die beiden Brüder. Es wurde 1951 publiziert.

#### Tübingen

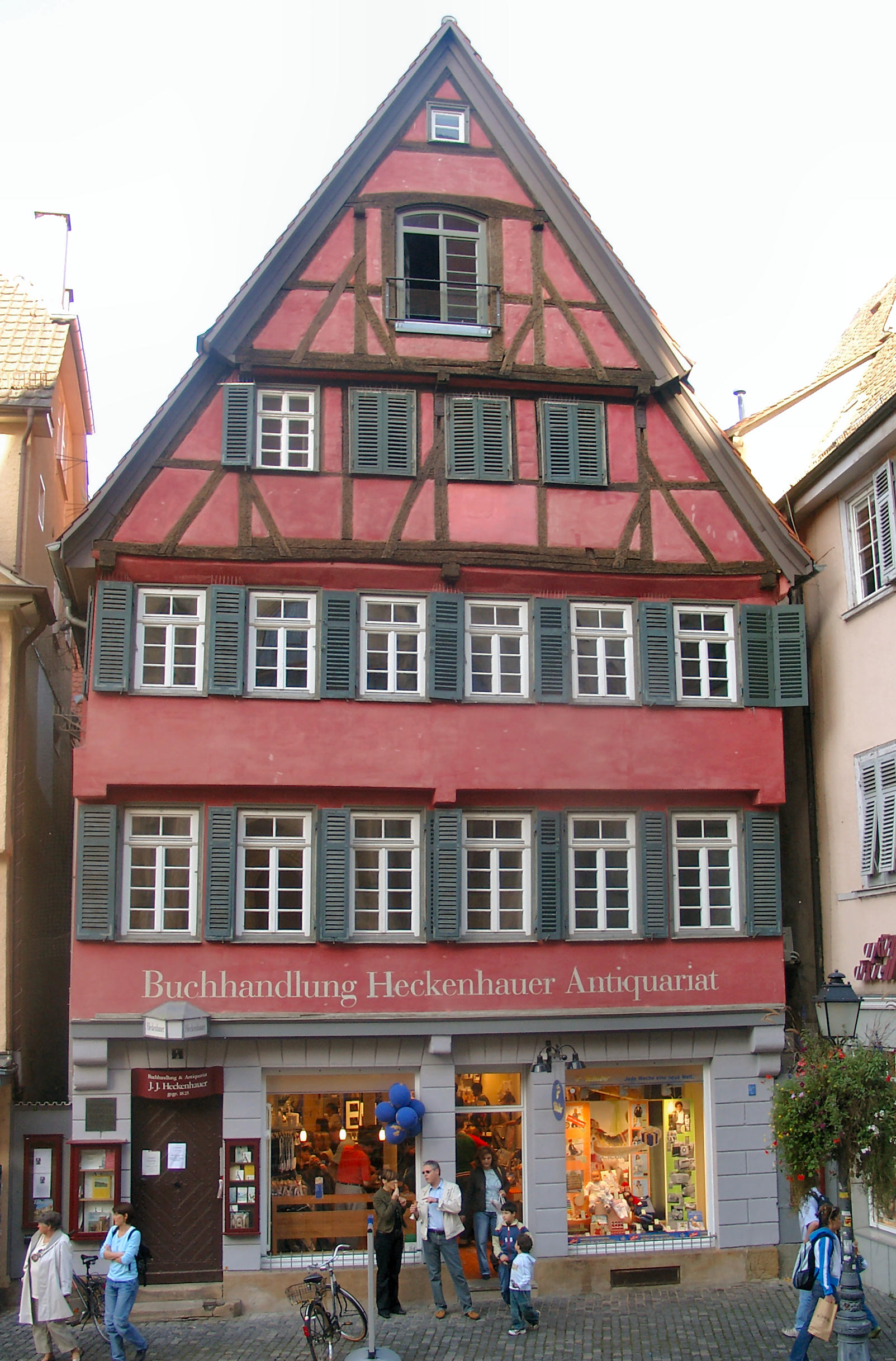
Buchhandlung Heckenhauer in Tübingen

Hesse arbeitete ab dem 17. Oktober 1895 in der Buchhandlung und dem Antiquariat Heckenhauer in Tübingen. Der Schwerpunkt des Sortiments bestand aus Theologie, Philologie und Rechtswissenschaften. Seine Aufgaben als Lehrling umfassten das Überprüfen (Kollationieren), Verpacken, Sortieren und Archivieren der Bücher. Nach Ende der jeweils 12-stündigen Arbeitstage bildete Hesse sich privat weiter, Bücher kompensierten auch mangelnde soziale Kontakte an den langen, arbeitsfreien Sonntagen. Neben theologischen Schriften las Hesse insbesondere Goethe, später Lessing, Schiller und Texte zur griechischen Mythologie. 1896 wurde sein Gedicht Madonna in einer in Wien erschienenen Zeitschrift gedruckt, in späteren Ausgaben des Deutschen Dichterheims (Organ für Dichtkunst und Kritik) folgten weitere.
Der Buchhändlerlehrling Hesse befreundete sich 1897 mit dem damaligen Jurastudenten und späteren Arzt und Schriftsteller Ludwig Finckh aus Reutlingen, der nach seinem Doktorexamen 1905 Hesse nach Gaienhofen folgen sollte.
Nach Abschluss seiner Lehrzeit im Oktober 1898 blieb Hesse zunächst als Sortimentsgehilfe in der Buchhandlung Heckenhauer mit einem Einkommen, das ihm finanzielle Unabhängigkeit von den Eltern sicherte. Zu dieser Zeit las er insbesondere Werke der deutschen Romantik, allen voran Novalis, Clemens Brentano, Joseph von Eichendorff und Ludwig Tieck. In Briefen an die Eltern bekundete er seine Überzeugung, dass „die Moral für Künstler durch die Ästhetik ersetzt wird“. Noch als Buchhändler veröffentlichte Hesse im Herbst 1898 sein erstes Buch, den kleinen Gedichtband Romantische Lieder, und im Sommer 1899 die Prosasammlung Eine Stunde hinter Mitternacht. Beide Werke wurden ein geschäftlicher Misserfolg. Von den Romantischen Liedern wurden innerhalb von zwei Jahren nur 54 Exemplare der Gesamtauflage von 600 verkauft, auch Eine Stunde hinter Mitternacht wurde nur in einer Auflage von 600 Exemplaren gedruckt und verkaufte sich schleppend. Der Leipziger Verleger Eugen Diederichs war jedoch von der literarischen Qualität der Werke überzeugt und sah die Veröffentlichung schon von Anbeginn mehr als Förderung des jungen Autors denn als lohnendes Geschäft.

#### Basel
Ab Herbst 1899 arbeitete Hesse in der Reich’schen Buchhandlung, einem angesehenen Antiquariat in Basel. Da seine Eltern engen Kontakt zu Basler Gelehrtenfamilien pflegten, öffnete sich ihm hier ein geistig-künstlerischer Kosmos mit den reichsten Anregungen. Gleichzeitig bot Basel dem Einzelgänger auch viele Rückzugsmöglichkeiten in privates Erleben bei größeren Fahrten und Wanderungen, die der künstlerischen Selbsterforschung dienten und auf denen er die Fähigkeit, sinnliches Erleben schriftlich niederzulegen, stets neu erprobte. 1900 wurde Hesse wegen seiner Sehschwäche vom Militärdienst befreit. Das Augenleiden hielt zeitlebens an, ebenso wie Nerven- und Kopfschmerzen. Im selben Jahr erschien sein Buch Hermann Lauscher – zunächst unter einem Pseudonym.
Hesse verband eine herzliche Beziehung zu dem in Riehen wohnenden Rudolf Wackernagel und dessen Frau.
Nachdem Hesse Ende Januar 1901 seine Stellung in der Buchhandlung R. Reich gekündigt hatte, konnte er sich einen großen Traum erfüllen und erstmals nach Italien reisen, wo er sich vom März bis Mai in den Städten Mailand, Genua, Florenz, Bologna, Ravenna, Padua und Venedig aufhielt. Im August desselben Jahres wechselte er zu einem neuen Arbeitgeber, dem Antiquar Wattenwyl in Basel. Zugleich boten sich ihm immer mehr Gelegenheiten, Gedichte und kleine literarische Texte in Zeitschriften zu veröffentlichen. Nun trugen auch Honorare aus diesen Veröffentlichungen zu seinem Einkommen bei. Richard von Schaukal machte 1902 Hesse als Autor des Lauscher publik. 1902 lernte Hesse die neun Jahre ältere Basler Fotografin Maria Bernoulli, genannt „Mia“, kennen. Gemeinsam reisten sie nach Italien (zweite Italienreise) und heirateten 1904.
Zu den ersten Veröffentlichungen gehören die Romane Peter Camenzind (1904) und Unterm Rad (1906), in denen Hesse jenen Konflikt von Geist und Natur thematisierte, der später sein gesamtes Werk durchziehen sollte. Mit dem zivilisationskritischen Entwicklungsroman Peter Camenzind, der erstmals 1903 als Vorabdruck und 1904 regulär beim Verlag S. Fischer erschien, gelang ihm der literarische Durchbruch. Dieser Erfolg erlaubte es ihm zu heiraten und sich als freier Schriftsteller am Bodensee niederzulassen. 1930 hielt sich Hesse zum letzten Mal in Basel auf.

### Zwischen Bodensee, Indien und Bern (1904–1914)

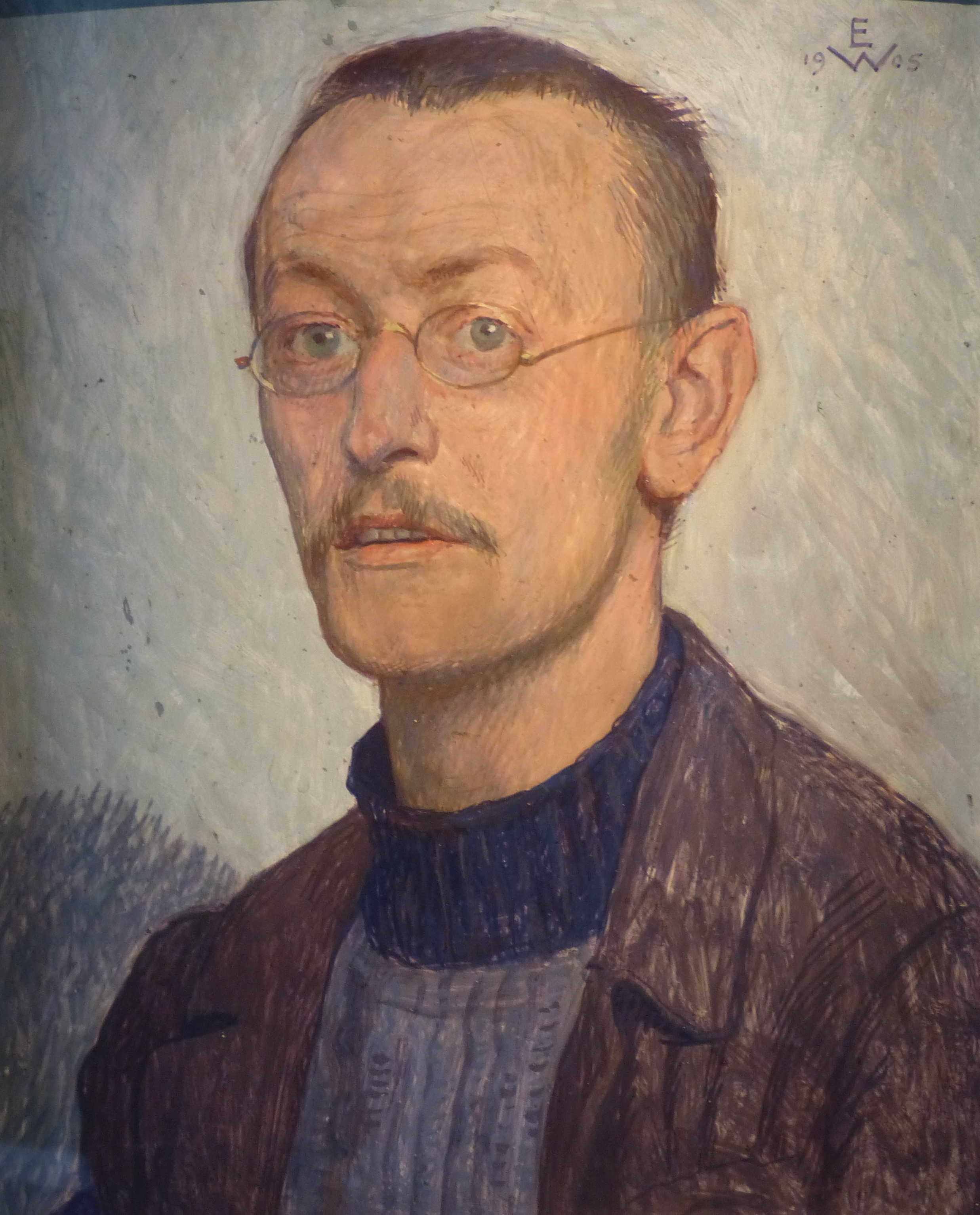
Ernst Würtenberger: Hermann Hesse im Jahr 1905

Im August 1904 heiratete Hesse die selbstständige Basler Fotografin Maria Bernoulli (1868–1963), die aus der weitverzweigten Familie der Bernoulli stammte. Aus dieser Ehe gingen die drei Söhne Bruno (1905–1999, Kunstmaler, Grafiker), Hans Heinrich (genannt Heiner, 1909–2003, Dekorateur) und Martin (1911–1968, Fotograf) hervor. Ganz im Sinne der Lebensreform zogen er und Maria in das damals sehr abgelegene badische Dörfchen Gaienhofen am Bodensee und mieteten ein einfaches Bauernhaus ohne fließendes Wasser und Strom, in dem sie drei Jahre lebten. 1907 ließen sie sich von dem befreundeten Basler Architekten Hans Hindermann im Ort ein Landhaus im Reformstil bauen, das noch im selben Jahr bezogen werden konnte. Dort legten sie einen großen Garten zur Selbstversorgung an. Hesse ging häufig allein auf Reisen, derweil Maria mit den Kindern weiter das große Haus mit Garten bewohnte.
In Gaienhofen lernte Hesse durch den Konstanzer Zahnarzt und Komponisten Alfred Schlenker (1876–1950) dessen Freunde Othmar Schoeck, Volkmar Andreae und Fritz Brun kennen. 1906 schuf Eduard Zimmermann für Hesse eine Büste.
1906 wurde er zum Mitherausgeber der bei Albert Langen erscheinenden Zeitschrift März, bei der er bis 1912 blieb. Ebenfalls 1906 erschien Hesses zweiter Roman Unterm Rad. Hesse verarbeitete darin seine Erfahrungen aus der Schul- und Ausbildungszeit. Im April 1907 hielt Hesse sich zur Kur in Locarno und als Gast in der Lebensreform-Kolonie auf dem Monte Verità bei Ascona auf. Von seinem Einsiedlerdasein in der Felsgrotte seines Freundes Gusto Gräser im Wald von Arcegno berichten die Erzählungen In den Felsen, Freunde und die Legenden aus der Thebais. Nach seiner Rückkehr aus Ascona versuchte er sich dem bürgerlichen Leben wieder anzupassen. Sein nächster Roman Gertrud von 1910 zeigte Hesse jedoch in einer Schaffenskrise – er hatte schwer mit diesem Werk zu kämpfen, in späteren Jahren hat er es als misslungen betrachtet.

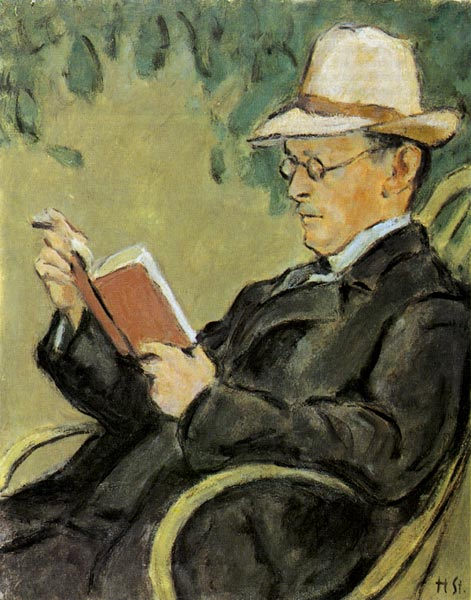
Hans Sturzenegger: Hermann Hesse mit Panamahut, 1912

Mit Fritz Brun und einigen anderen Schweizer Freunden unternahm Hesse im April/Mai 1911 eine Umbrienreise. Hesse war auch mit Ernst Morgenthaler befreundet, der ihn porträtierte, sowie mit Wilhelm Schäfer, der ihm 1912 das Buch Karl Stauffers Lebensgang – Eine Chronik der Leidenschaft widmete.
In Hesses Ehe hatten sich seit 1910 die Dissonanzen vermehrt. Um in seiner Schaffenskrise Abstand zu gewinnen, brach Hesse mit Hans Sturzenegger 1911 zu einer großen Reise nach Ceylon und Indien auf. Die erhoffte spirituell-religiöse Inspiration fand er dort nicht, dennoch beeinflusste die Reise sein weiteres literarisches Werk stark und schlug sich 1913 zunächst in der Veröffentlichung Aus Indien nieder. Dabei war er auf seiner Reise nie in Indien. Er besuchte im von Großbritannien kolonialisierten Ceylon Colombo, Kandy, naheliegende Tempel sowie den Berg Pidurutalagala und Indonesien, das von den Niederlanden kolonialisiert war.
Nach Hesses Rückkehr aus Asien verkaufte er 1912 sein Haus in Gaienhofen. Die Familie zog im Spätsommer in ein altes Landhaus am Stadtrand von Bern um; vor Hesse hatte sein Freund Albert Welti es gemietet. Doch auch dieser Ortswechsel konnte die Eheprobleme nicht lösen, wie Hesse 1914 in seinem Roman Roßhalde schilderte. Psychische Krisen bei beiden – Maria Bernoulli wurde 1919 im Sanatorium von Theodor Brunner in Küsnacht behandelt – führten später zu einem endgültigen Auseinanderleben und 1923 zur Scheidung. Nach der Trennung der Eltern (1919) wurden die Kinder verteilt. Bruno wurde, als 15-Jähriger, von seinem Vater bei der Malerfamilie Cuno Amiet in Pflege gegeben. Heiner blieb bei seiner Mutter, während Martin als Pflegekind zur Familie Ringier in Kirchdorf kam.
Als seinen „besten und treuesten Freund“ während seiner Berner Jahre bezeichnete Hesse den Forstwissenschaftler Walter Schädelin.

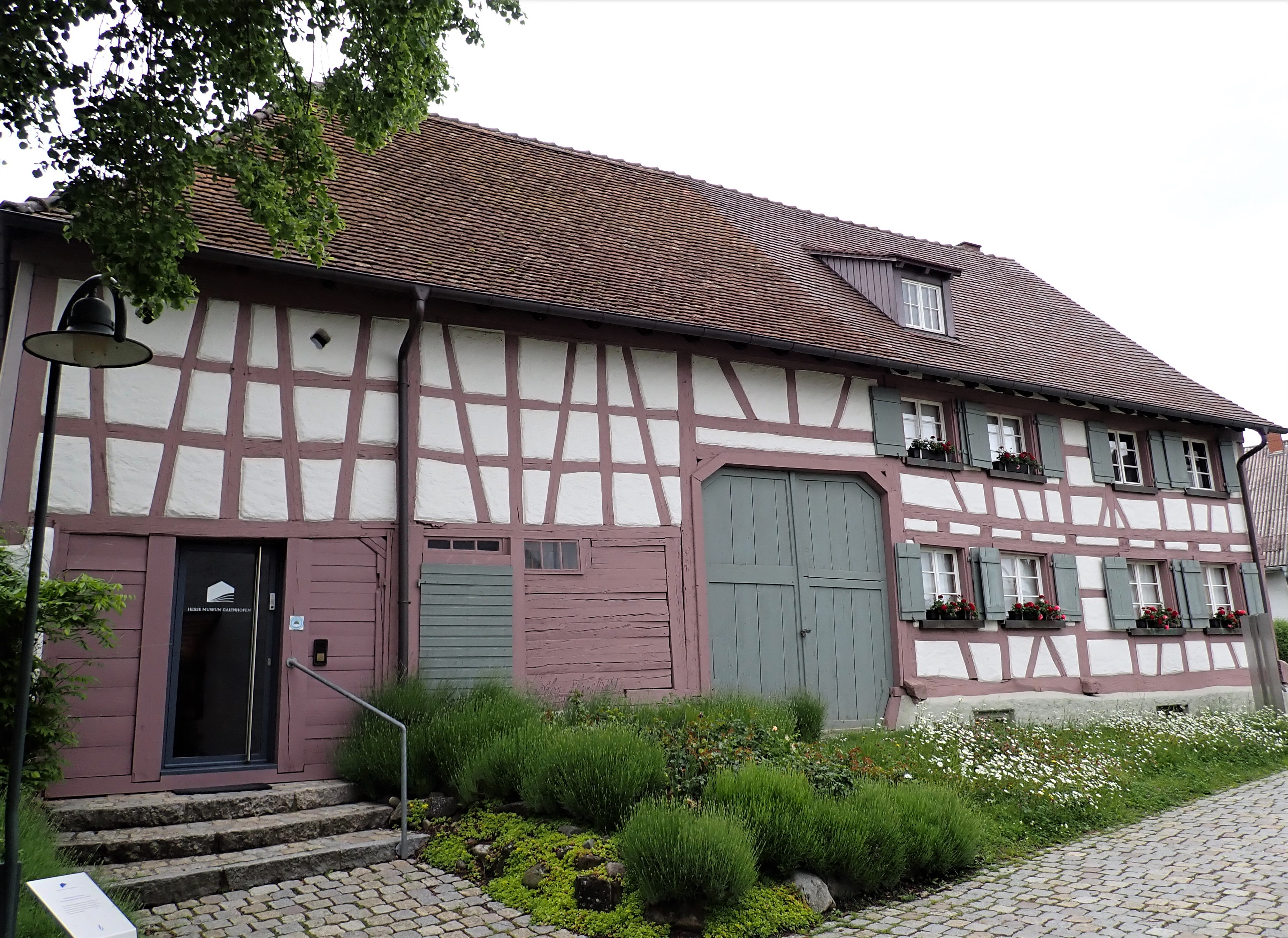
Hermann-Hesse-Haus in Gaienhofen
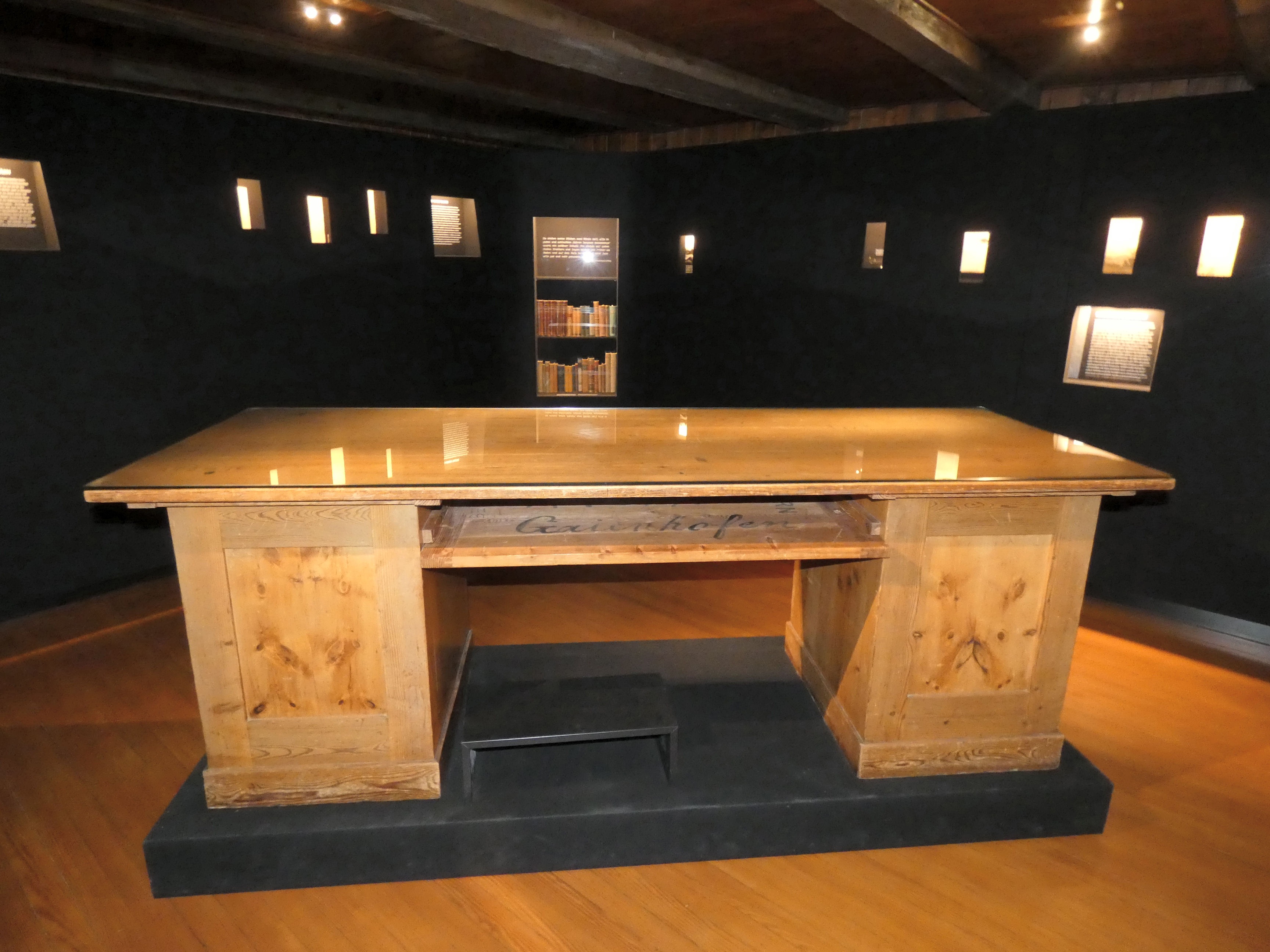
Hesses Schreibtisch im Hesse-Museum Gaienhofen, 2019
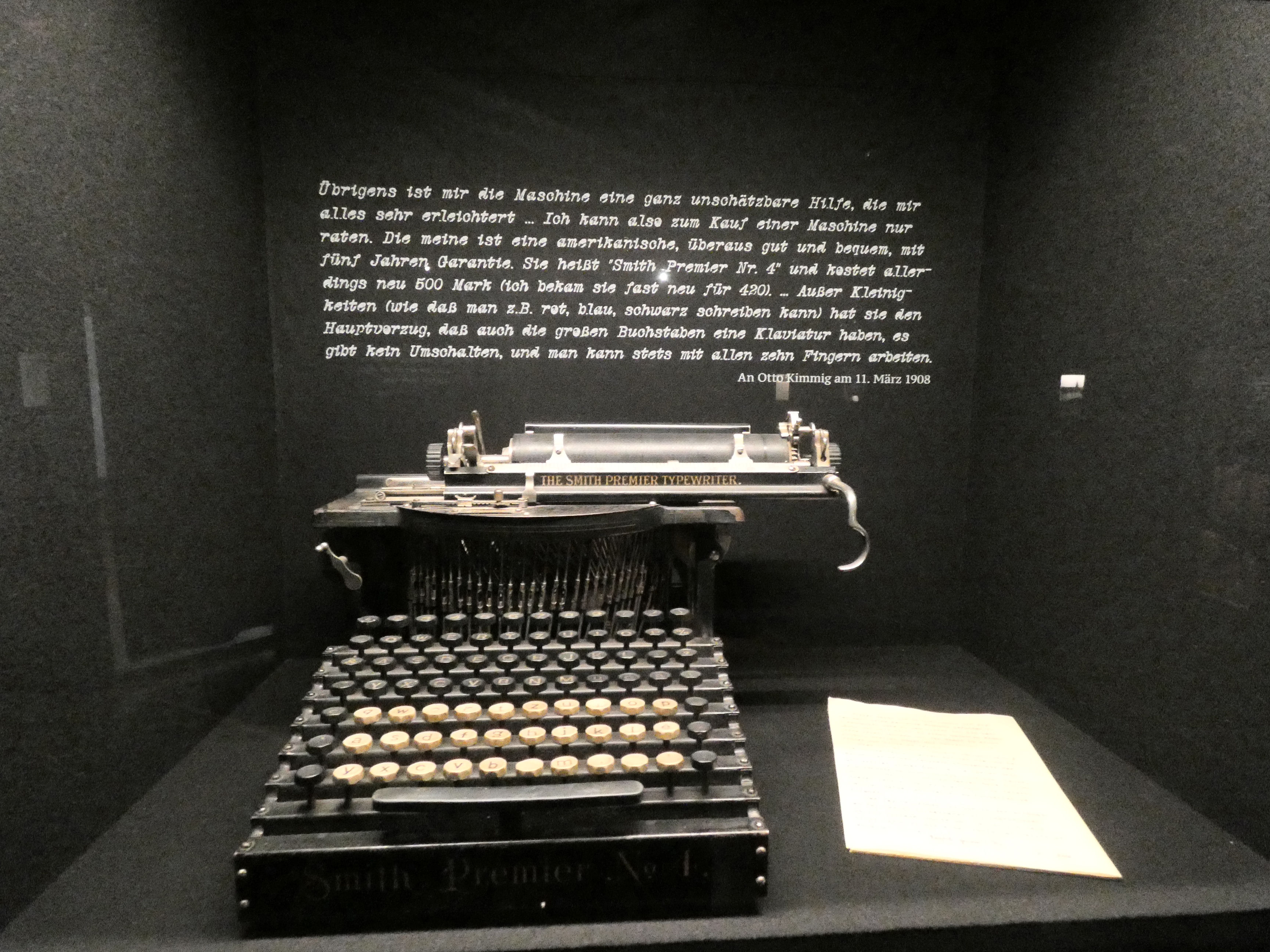
Hesses Schreibmaschine im Hesse-Museum Gaienhofen, 2019
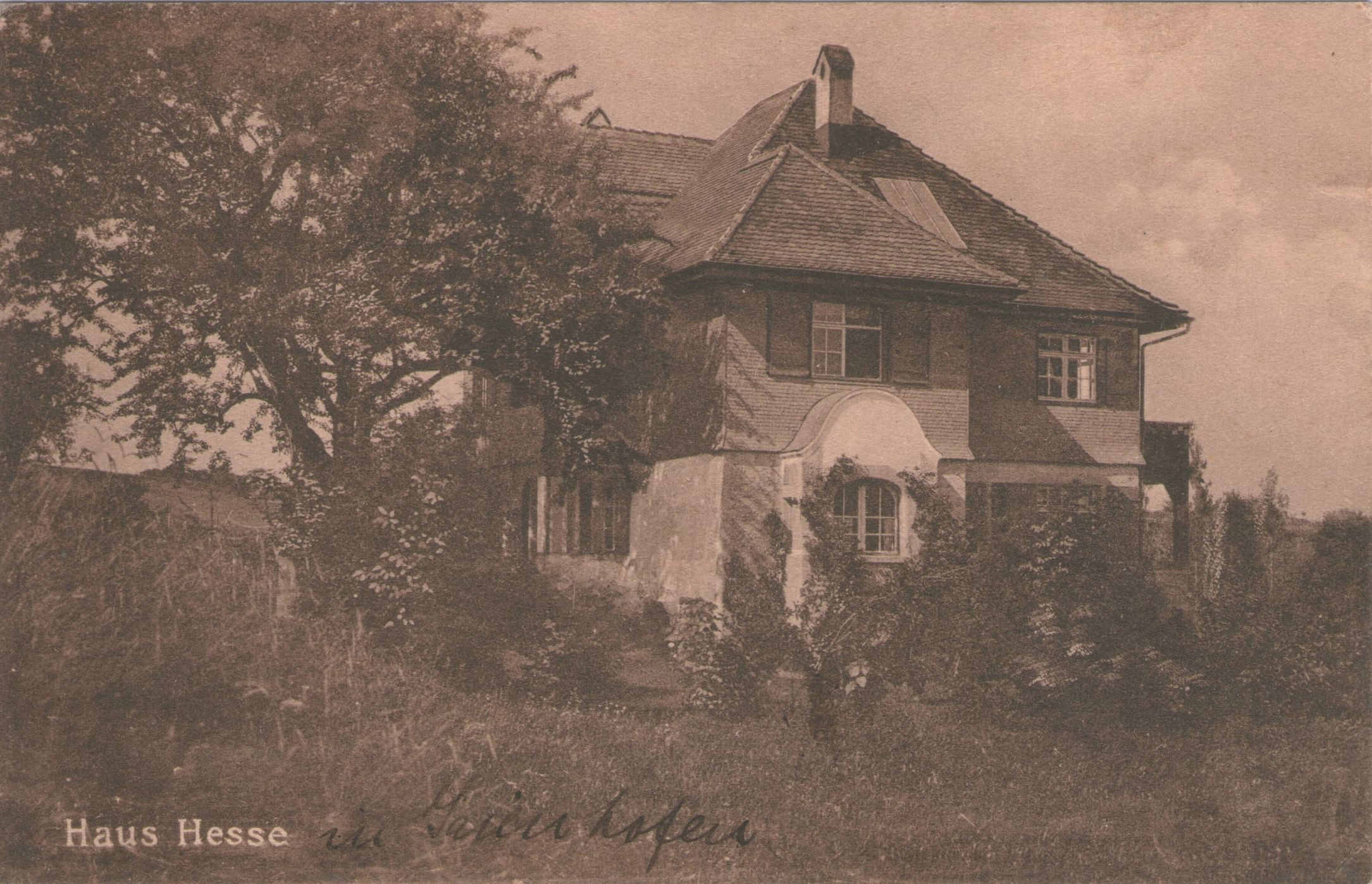
„Haus Hesse“ in Gaienhofen, zeitgenössische Ansichtskarte des Wohnhauses (1907–1912). Architekt: Hans Hindermann
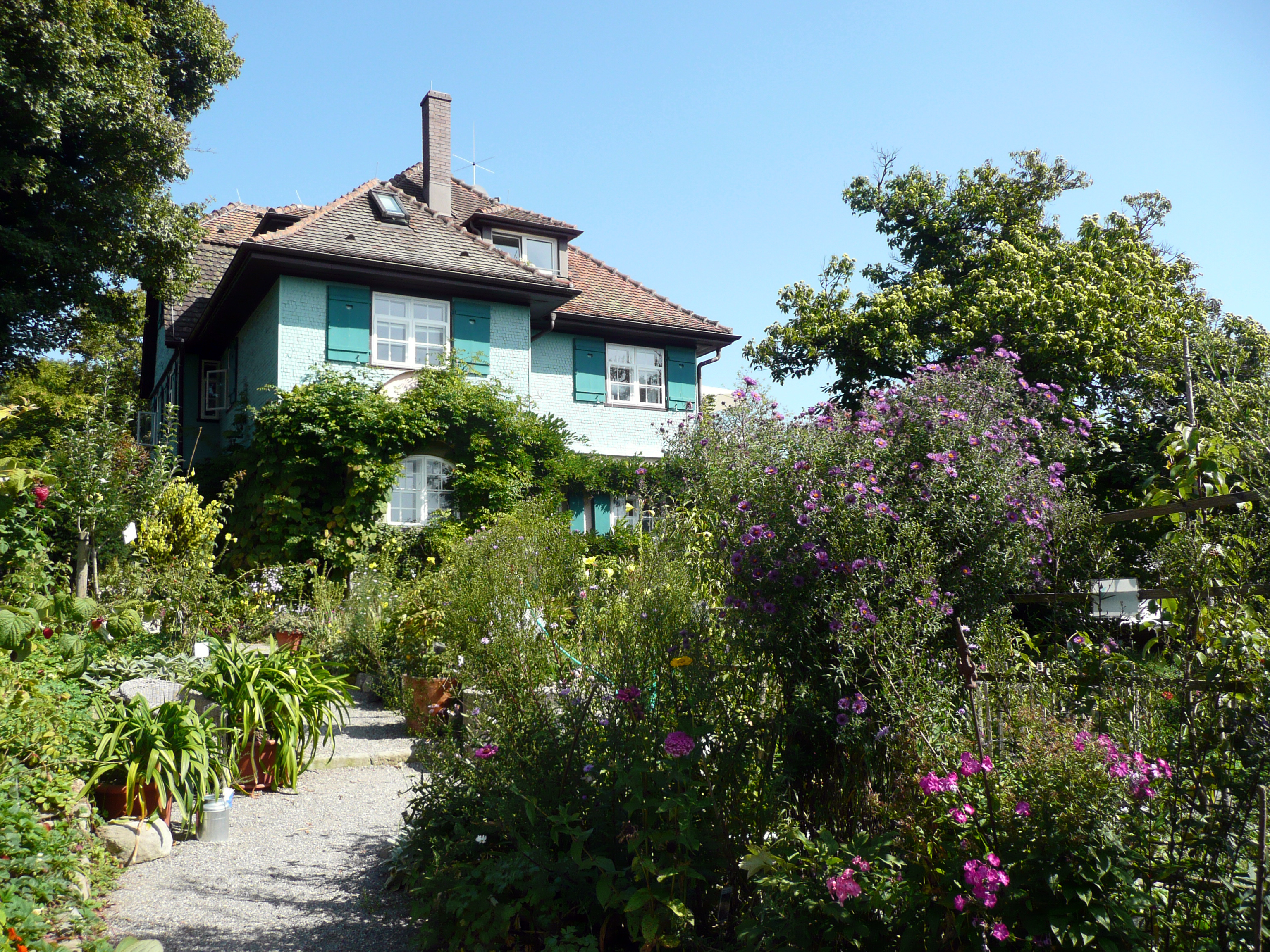
Das Haus in Gaienhofen im Jahr 2011
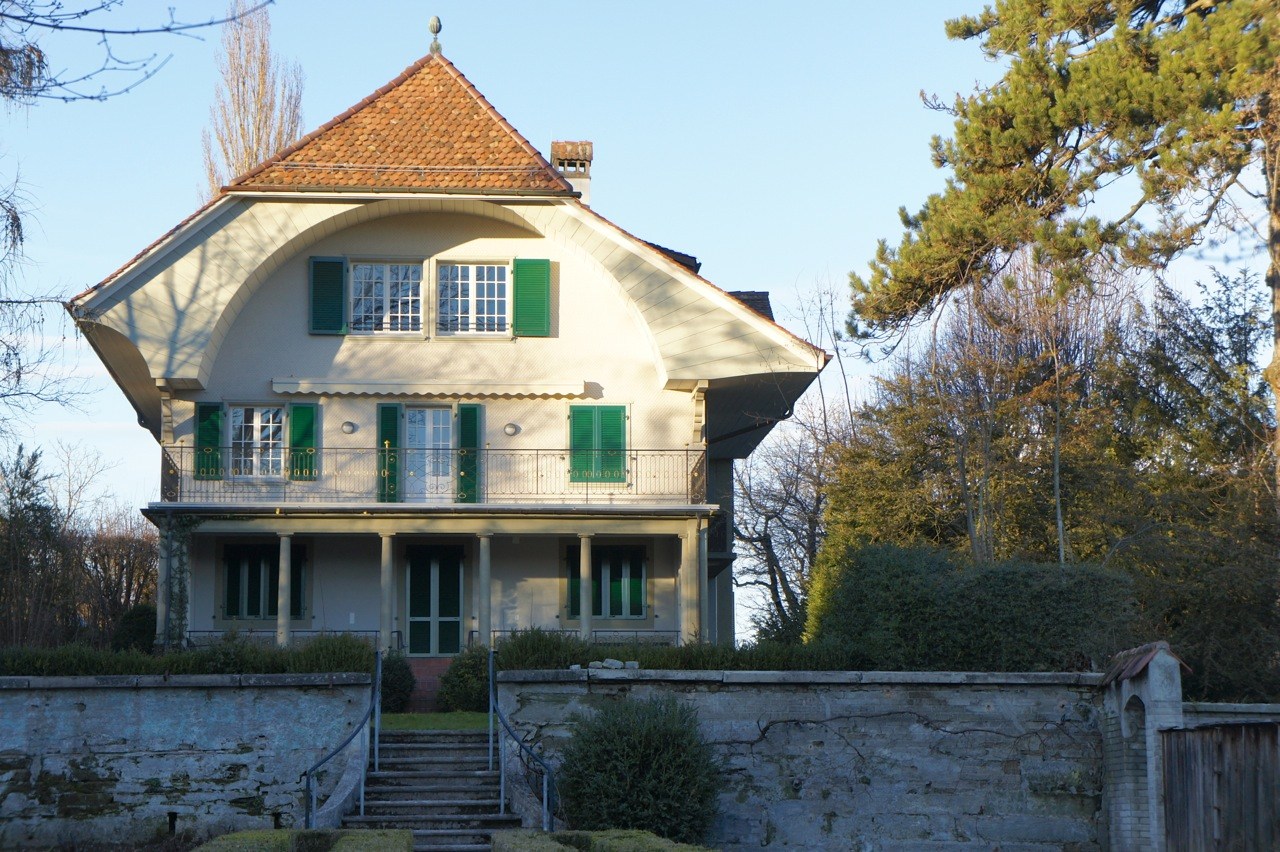
Berner Wohnsitz am Melchenbühlweg 26, dem ehemaligen Ougspurgergut, 2013

### Umbruch durch den Ersten Weltkrieg (1914–1919)

#### Kriegsgefangenenfürsorge
Beim Ausbruch des Ersten Weltkrieges 1914 meldete sich Hesse, zu diesem Zeitpunkt noch ein Verfechter der sogenannten „Ideen von 1914“, als Kriegsfreiwilliger bei der deutschen Botschaft. Er wurde jedoch für untauglich befunden und der deutschen Botschaft in Bern zugeteilt, wo er die „Bücherzentrale für deutsche Kriegsgefangene“ aufbaute, welche in ausländischen Lagern internierte Soldaten über die deutsche Kriegsgefangenenfürsorge bis 1919 mit Lektüre versorgte. In diesem Rahmen war Hesse fortan damit beschäftigt, für deutsche Kriegsgefangene Bücher zu sammeln und zu verschicken. In dieser Zeit war er Mitherausgeber der Deutschen Interniertenzeitung (1916/17), Herausgeber des Sonntagsboten für die deutschen Kriegsgefangenen (1916–1919) und zuständig für die „Bücherei für deutsche Kriegsgefangene“.

#### Politische Auseinandersetzungen
Am 3. November 1914 veröffentlichte er in der Neuen Zürcher Zeitung den Aufsatz O Freunde, nicht diese Töne, in dem er an die deutschen Intellektuellen appellierte, nicht in nationalistische Polemik zu verfallen. Was darauf folgte, bezeichnete Hesse später als eine große Wende in seinem Leben: Erstmals fand er sich inmitten einer heftigen politischen Auseinandersetzung wieder, die deutsche Presse attackierte ihn, Hassbriefe gingen bei ihm ein, und alte Freunde sagten sich von ihm los. Zustimmung erhielt er weiterhin von seinem Freund Theodor Heuss, dem späteren ersten Bundespräsidenten der Bundesrepublik Deutschland, aber auch von dem französischen Schriftsteller Romain Rolland, der Hesse im August 1915 besuchte.

#### Familiäre Schicksalsschläge
Diese Konflikte mit der deutschen Öffentlichkeit waren noch nicht abgeklungen, als Hesse durch eine Folge von Schicksalsschlägen in eine noch tiefere Lebenskrise gestürzt wurde: Tod seines Vaters am 8. März 1916, die schwere Erkrankung (Hirnhautentzündung) seines zu jener Zeit dreijährigen Sohnes Martin und die zerbrechende Ehe mit Maria Bernoulli. Hesse musste seinen Dienst bei der Gefangenenfürsorge unterbrechen und sich in psychiatrische Behandlung begeben, während derer er auch erste Erfahrungen mit der Psychoanalyse machte. Er erwog ernsthaft, den „Bruch mit Heimat, Stellung, Familie“ zu riskieren und nach Ascona zu ziehen, wo er sich von Gustav Gamper ein Häuschen besorgen ließ.

#### Kriegsgegner und Aussteiger
Durch die Erfahrung des Weltkriegs war Hesse zum entschiedenen Kriegsgegner und Befürworter der Verweigerung geworden. Im September/Oktober 1917 verfasste Hesse in einem dreiwöchigen Arbeitsrausch seinen Roman Demian, im zweiten Teil ein Niederschlag seiner Zeit auf dem Monte Verità. Das Buch wurde nach Kriegsende 1919 unter dem Pseudonym Emil Sinclair veröffentlicht, „um die Jugend nicht durch den bekannten Namen eines alten Onkels abzuschrecken“. Aber auch, wie Hesse in einem Brief an Eduard Korrodi schrieb, weil „der diese Dichtung schrieb, […] nicht Hesse“ war, „der Autor soundsovieler Bücher, sondern ein anderer Mensch, der Neues erlebt hatte und Neuem entgegenging“. Als Zeitzeuge äußerte sich Thomas Mann: „Unvergesslich ist die elektrisierende Wirkung“ des Demian, „eine Dichtung, die mit unheimlicher Genauigkeit den Nerv der Zeit traf und eine Jugend, die wähnte, aus ihrer Mitte sei ihr ein Künder ihres tiefsten Lebens entstanden (während es ein schon Zweiundvierzigjähriger war, der ihnen gab, was sie brauchte), zu dankbarem Entzücken hinriß“. 1918 wurde Hermann Hesses Vetter, der Pastor Carl Immanuel Philipp Hesse, als ziviles Opfer des Estnischen Freiheitskrieges getötet. Hesse engagierte sich für die Emigranten, die er großzügig unterstützte. Durch seine und Albert Ehrensteins Interventionen wurde während des Zweiten Weltkrieges die Ausweisung von Eduard Claudius verhindert.

### Neue Heimat im Tessin (1919–1962)

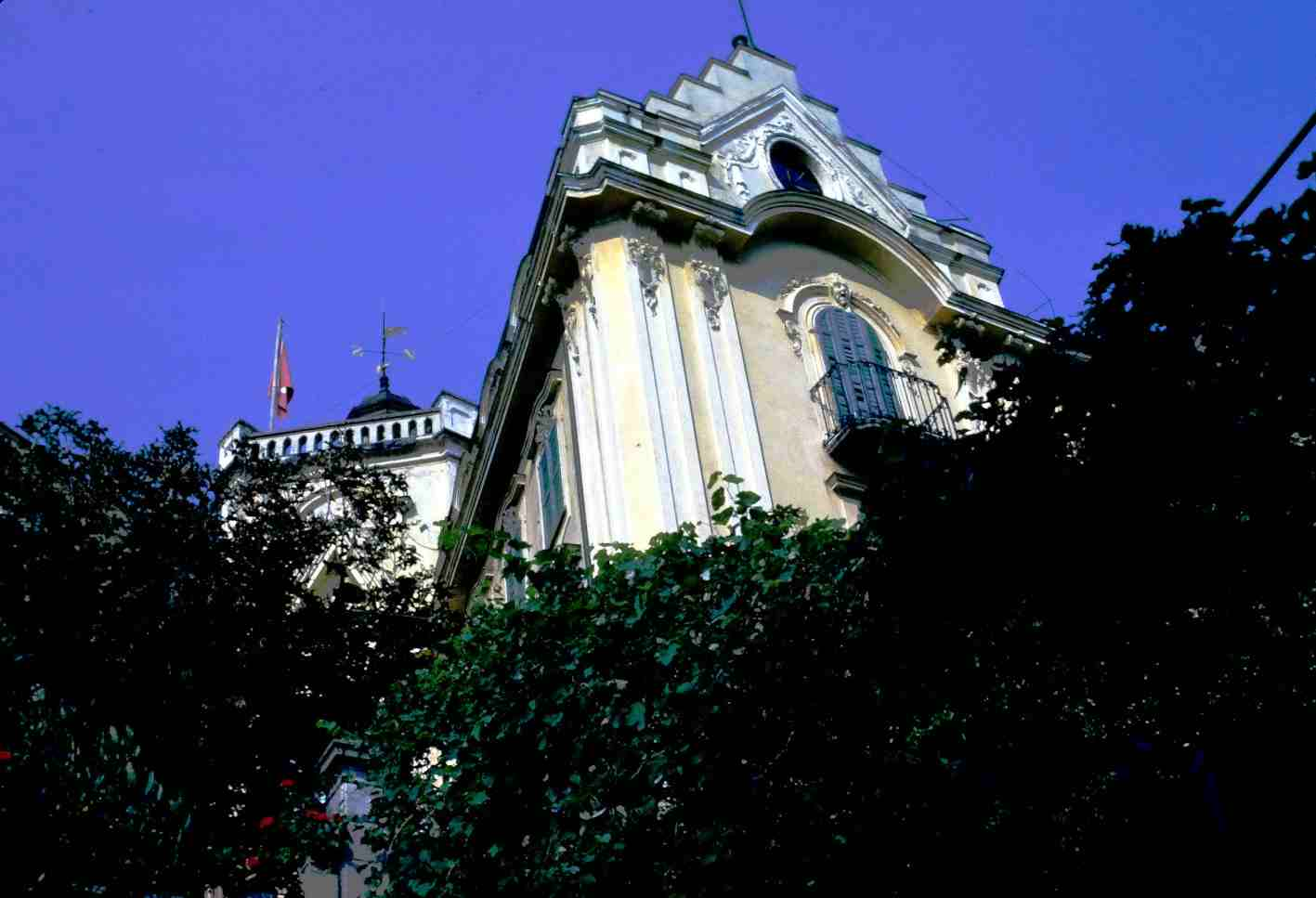
Casa Camuzzi in Montagnola von Südosten mit Blick auf Hesses Wohnung und den Balkon des Malers Klingsor aus Hesses Erzählung Klingsors letzter Sommer

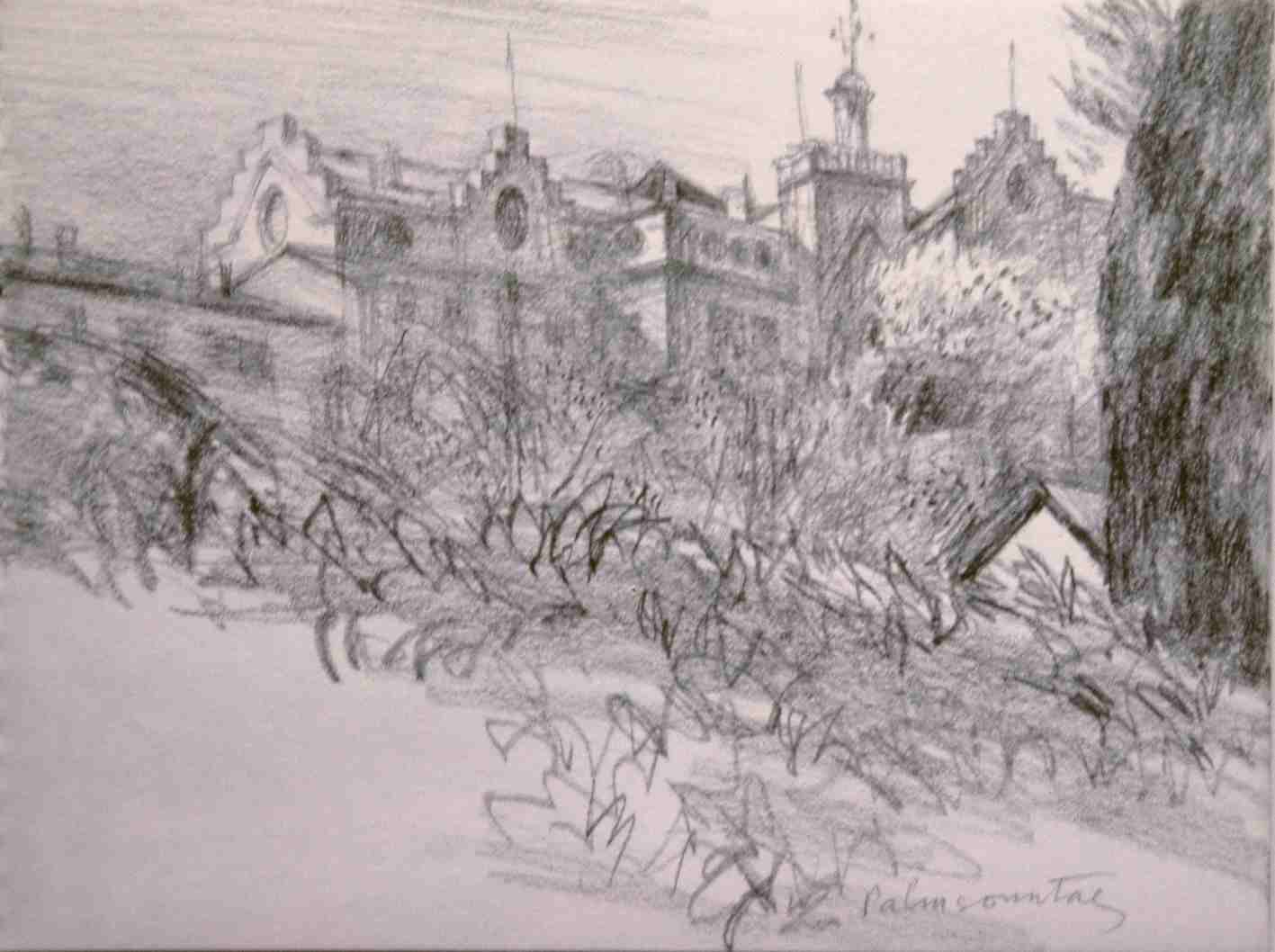
Casa Camuzzi, Bleistiftzeichnung von Gunter Böhmer. Gartenseite.

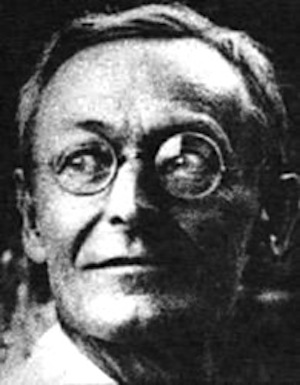
Hermann Hesse (1925) in der Zeit seiner Ehe mit Ruth Wenger, der Kamala-Inspiration seines Siddhartha

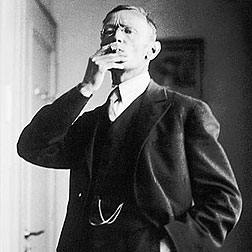
Hermann Hesse (1926)

#### Casa Camuzzi
Als Hesse 1919 sein ziviles Leben wieder aufnehmen konnte, war seine Ehe zerrüttet. Seine Frau Mia (Maria) war im Herbst 1918 nach Ascona geflüchtet, wo ihre Depression voll zum Ausbruch kam. Aber auch nach ihrer Heilung sah Hesse keine gemeinsame Zukunft mit ihr. Die Wohnung in Bern wurde aufgelöst, und die drei Jungen wurden zwischenzeitlich bei Freunden untergebracht, der älteste Sohn Bruno bei seinem Malerfreund Cuno Amiet. Die Erfahrung und bedrückende Last, seine Familie verlassen zu haben, verarbeitete Hesse in seiner 1919 erschienenen Erzählung Klein und Wagner über den Beamten Klein, der aus Furcht, wahnsinnig zu werden und ebenso wie der Lehrer Wagner seine Familie umzubringen, aus seinem bürgerlichen Leben ausbricht und nach Italien flieht.
Hesse siedelte Mitte April 1919 allein ins Tessin um. Er bewohnte zunächst ein kleines Bauernhaus am Ortseingang von Minusio bei Locarno und zog dann am 25. April nach Sorengo oberhalb des Muzzaner Sees in eine einfache Unterkunft weiter, die ihm von seinem Musikerfreund Volkmar Andreae, mit dem er seit etwa 1905 befreundet war, vermittelt worden war. Doch anschließend mietete er am 11. Mai 1919 in Montagnola, einem höher gelegenen Dorf südwestlich und nur unweit von Lugano, vier kleine Räume in einem schlossartigen Gebäude, der „Casa Camuzzi“, die sich im 19. Jahrhundert einer der Tessiner Baumeister in Gestalt eines neobarocken Palazzos errichtet hatte. Von dieser Hanglage aus („Klingsors Balkon“) und oberhalb des dichtbewachsenen Waldgrundstückes überblickte Hesse nach Osten den Luganersee mit den gegenüberliegenden Hängen und Bergen auf italienischer Seite. Die neue Lebenssituation und die Lage des Gebäudes inspirierten Hesse nicht nur zu neuer schriftstellerischer Tätigkeit, sondern als Ausgleich und Ergänzung auch zu weiteren Zeichenskizzen und Aquarellen, was sich in seiner nächsten großen Erzählung Klingsors letzter Sommer von 1920 deutlich niederschlug. Im Dezember 1920 lernte Hesse, ebenfalls im Tessin, Hugo Ball und dessen Gattin Emmy Hennings kennen.
1922 erschien Hesses Indien-Roman Siddhartha. Hierin kam seine Liebe zur indischen Kultur und zu asiatischen Weisheitslehren zum Ausdruck, die er schon in seinem Elternhaus kennengelernt hatte. Hesse gab der Hauptfigur seiner „indischen Dichtung“ den Vornamen des historischen Buddhas, Siddhartha. Seine damalige Geliebte Ruth Wenger (1897–1994) inspirierte ihn zu der Romanfigur der Kamala, die in dieser indischen Dichtung den Siddhartha die Liebe lehrt. Henry Miller urteilte: „Ein Buch, dessen Tiefe in der kunstvoll einfachen und klaren Sprache verborgen liegt, einer Klarheit, die vermutlich die geistige Erstarrung jener literarischen Philister aus dem Konzept bringt, die immer so genau wissen, was gute und was schlechte Literatur ist. Einen Buddha zu schaffen, der den allgemein anerkannten Buddha übertrifft, das ist eine unerhörte Tat, gerade für einen Deutschen. Siddhartha ist für mich eine wirksamere Medizin als das Neue Testament.“
Hesse erhielt im Mai 1924 das Bürgerrecht der Stadt Bern und damit zum zweiten Mal die Schweizer Staatsbürgerschaft. Dabei gab er die württembergische Staatsbürgerschaft wieder ab, die er 1890 im Hinblick auf das bevorstehende Landexamen in Göppingen erworben hatte. Nach der Scheidung von seiner ersten Frau Maria heiratete Hesse am 11. Januar 1924 schließlich Ruth Wenger, die Tochter der Schweizer Schriftstellerin Lisa Wenger. Diese zweite Ehe Hesses war jedoch trotz erotischer Anziehung und ähnlicher kultureller Interessen von Anfang an aufgrund vollständig unterschiedlicher Lebensbedürfnisse und Zielrichtungen zum Scheitern verurteilt und wurde auf Wunsch seiner Frau, die im Sommer 1926 ein kurzes Liebesverhältnis mit dem Maler Karl Hofer eingegangen war, am 24. April 1927 geschieden. Ruth Wengers Enkel, der Regisseur Leander Haußmann, äußert sich in einem Interview 2022 dazu folgendermaßen: „Die Ehe blieb kinderlos – falls sie überhaupt je vollzogen wurde. Meine Oma ließ sich jedenfalls scheiden, weil Hesse nie mit ihr schlief.“
Seine nächsten größeren Werke, Kurgast von 1925 und Die Nürnberger Reise von 1927, sind autobiografische Erzählungen mit ironischem Unterton. In ihnen kündigt sich bereits der erfolgreichste Roman Hesses an, Der Steppenwolf von 1927, der sich für ihn als „ein angstvoller Warnruf“ vor dem kommenden Weltkrieg darstellte und in der damaligen deutschen Öffentlichkeit entsprechend geschulmeistert oder belächelt wurde. Zu seinem 50. Geburtstag, den er in demselben Jahr feierte, wurde auch die erste Hesse-Biografie von seinem Freund Hugo Ball veröffentlicht.
Schon kurz nach dem neuen Erfolgsroman erlebte Hesse eine Wende durch die Beziehung zu Ninon Dolbin geb. Ausländer (1895–1966), seiner späteren – dritten – Ehefrau, die aus Czernowitz in der Bukowina stammte. Sie war Kunsthistorikerin und hatte bereits als 14-jährige Schülerin eine konstante briefliche Verbindung mit ihm aufgenommen. Mit Dolbin verbrachte er 1928 und 1929 ausgedehnte Winterferien in Arosa, wo er auch Hans Roelli kennenlernte. 1928 unternahm Hesse Reisen nach Ulm, Heilbronn, Würzburg (22. März), Darmstadt und Berlin. 1930 erschien die Erzählung Narziß und Goldmund. Hermann Hesse hat zudem jeder seiner drei Ehefrauen ein Märchen gewidmet: seiner ersten Frau Mia das Märchen Iris (1916), Piktors Verwandlungen (1922) Ruth Wenger, und kurz nach der Heirat mit Ninon Dolbin entstand im März 1933 sein letztes und sehr autobiografisches Märchen Vogel, gleichlautend mit dem Namen, mit dem er private Zettel und Briefe an Ninon unterschrieb und mit dem sie ihn oft anredete.

#### Casa Hesse (Casa Rossa)
Im Jahre 1931 verließ Hesse die Mietwohnung in der Casa Camuzzi und zog mit seiner neuen Lebensgefährtin, mit der er am 14. November seine dritte Ehe einging, in ein größeres Haus, die Casa Hesse, wegen des rötlichen Außenanstrichs auch Casa Rossa genannt. Das Gebäude war nach Hesses Wünschen erbaut worden, finanziert von seinem Freund Hans Conrad Bodmer. Das Grundstück lag oberhalb und am Südende von Montagnola, in Sichtweite der Casa Camuzzi und nur zehn Fußminuten von dieser entfernt. Das Grundstück und das Gebäude wurden Hesse dauerhaft von Bodmer zur Verfügung gestellt, nach seinem Tod auch Ninon auf Lebenszeit.
Vom Schulzentrum am zentralen Ortsparkplatz von Montagnola führt der Weg vorbei am hinter der Schule gelegenen Spielplatz zu dem darüber liegenden schmiedeeisernen Gartenportal des Hauses an der Via Hermann Hesse. Der Weg führt in leichtem Anstieg parallel zum Hang ins Grundstück, auf dessen exponiertester Stelle eine Art Doppelhaus zweigeschossig errichtet wurde. Jeder der beiden Teile verfügt über einen separaten Zugang mit eigenem Treppenhaus; im Erd- und Obergeschoss sind beide Teile sowohl über die Flure als auch über aneinanderliegende Räume miteinander verbunden. Aus Gründen des Tagesrhythmus, aber auch aus arbeitsorganisatorischen Gründen und Gründen der unterschiedlichen Nutzung legten Hesse und seine Frau Wert auf eine gewisse Trennung der Räume: Den größeren, südwestlichen Teil mit Küche, Essraum, Bibliothek, Gastraum, Schlafraum (N.), Bad (N.) und Nebenräumen nutzte vorwiegend Ninon; der nordöstliche Abschnitt war Hermann Hesses Wirkungsbereich mit Atelier, Arbeitsraum, Schlafraum (H.), Bad (H.) und Nebenbereichen. Die Bibliothek im Erdgeschoss diente beiden als Empfangsraum für eine Vielzahl von Gästen, zugleich als Wohn-, Lesungs- und Musikraum mit weitem Ausblick auf den südöstlich gelegenen Monte Generoso, und hatte eine direkte Verbindung zum Atelier.
Das nordöstlich an die Bibliothek anschließende Atelier war der Multifunktionsraum des Hauses, in dem Hesse seine umfangreiche Korrespondenz mit Schreibmaschine führte, sodann fungierte es als Lager für Verpackungsmaterial für zahlreiche Post- und Büchersendungen, die Hesse selbst versandfertig machte. In diesem Raum ging er aber auch seinem Hobby nach, der Aquarellmalerei, wenn er nicht vor der Natur malte, was meist geschah. Er bewahrte dort Mal- und Kunstutensilien wie auch weitere Buchbestände auf. Seinen Arbeitsbereich im Obergeschoss mit besonderen Büchern hielt Hesse allerdings im Allgemeinen vor Gästen verborgen und wollte dort auch nicht durch Familienangehörige gestört werden. Ähnlich wie in der Casa Camuzzi hatte Hesse von hier den nach Nordosten gerichteten, weiten Blick über den Luganersee in das östliche Seetal bis auf italienische Hänge und Gebirgszüge. Viele seiner Aquarelle legen Zeugnis ab von diesem Haus, seinem Garten, der näheren und weiteren Umgebung und den umfassenden Ausblicken in die Tessiner und lombardische Landschaft.
Hesse empfing hier zahlreiche Gäste, so seine Verleger Samuel Fischer, Gottfried Bermann Fischer, Peter Suhrkamp und Siegfried Unseld. Nicht nur Thomas Mann, sondern auch die Familie Mann war mehrfach zu Besuch. Freundschaften wie die mit Romain Rolland wurden hier vertieft, und Schriftstellerkollegen wie Bertolt Brecht, Max Brod, Martin Buber, Hans Carossa, André Gide, Annette Kolb, Jakob Wassermann und Stefan Zweig fanden ihren Weg nach Montagnola. Darüber hinaus hatte Hermann Hesse zeitweise einen intensiveren Bezug zu Musikern wie Adolf Busch, Edwin Fischer, Eugen d’Albert, zu dem mit ihm befreundeten Theodor W. Adorno und besonders freundschaftlich zu dem von ihm verehrten Komponisten Othmar Schoeck, von dem (als einzigem) Hesse das Gefühl hatte, dass dieser seine Gedichte wirklich adäquat vertonte. Hesse selbst hatte ein intensives Verhältnis zur Musik, das unter anderem in seinen Gedichten ersichtlich ist, aber auch in Prosawerken wie Das Glasperlenspiel, Steppenwolf und Gertrud thematisiert ist.
Zwei Jahre später, nachdem Hesse aus der Casa Camuzzi in die Casa Rossa gezogen war, besuchte im April 1933 der junge Gunter Böhmer Hermann Hesse und richtete sich in der Casa Camuzzi ein. Zehn Jahre später, 1943, siedelte der Maler Hans Purrmann, Schüler von Henri Matisse, nach Montagnola über und zog einige Zeit später ebenfalls in die Casa Camuzzi. Mit beiden Malern und Zeichnern verband Hesse eine ihn beglückende Künstlerfreundschaft. Böhmer unterstützte Hesse bei dessen Bemühungen, sich künstlerische Techniken und die Gesetze unterschiedlicher Perspektivdarstellungen anzueignen.
Die ehemalige Casa Hesse fiel nach Hesses und Ninons Tod an die Bodmer-Familie zurück. Sie wurde veräußert, farblich und auf der rückwärtigen Terrassenseite durch den neuen Eigner auch baulich umgestaltet. Sie befindet sich heute (Stand 2006) in Privatbesitz und kann nicht besichtigt werden. Ein Weg, in Verlängerung der Via Hermann Hesse unterhalb des Grundstückes, gestattet einen Blick auf die Südseite des Wohnhauses und des Hanges, der Hesse zu einer Reihe von Schilderungen über seine gärtnerischen Tätigkeiten anregte.

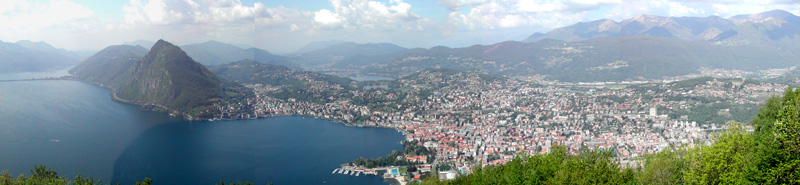
Lugano in südwestlicher Richtung gesehen. Das Dorf Montagnola, das Hesse über vierzig Jahre seines Lebens zur Heimstatt werden sollte und in dessen Atmosphäre viele seiner Romane und Erzählungen entstanden sind, liegt oberhalb von Lugano: zwischen dem links steil aus dem Luganersee emporragenden Monte San Salvatore und dem in der Bildmitte erkennbaren kleineren Lago di Muzzano, auf dem sich dazwischen erstreckenden grün bewaldeten Höhenzug, der Collina d’Oro („Goldhügel“). Hesse hatte von beiden Domizilen, welche er in Montagnola bewohnte (Casa Camuzzi und Casa Rossa), einen weit ausgreifenden Blick über die Stadt Lugano und den See bis herüber zum Monte Brè, von dem aus diese Panoramaaufnahme entstanden ist.

#### Der Glasperlenspieler
Im Jahr 1931 begann er mit den Entwürfen zu seinem letzten großen Werk, welches den Titel Das Glasperlenspiel tragen sollte. 1932 veröffentlichte er als Vorstufe dazu die Erzählung Die Morgenlandfahrt. Beider Grundthema ist die Jüngerschaft zu einem Freund und Meister – genannt Leo oder Musikmeister, Regenmacher, Yogin oder Beichtvater –, den der Ich-Erzähler verlässt und zu dem er reumütig, als „Knecht“, zurückkehren möchte. Hesses politische Haltung in dieser Zeit war stark von einem zivilisationskritischen Kulturpessimismus geprägt:

„Meine Freunde und Feinde wissen und tadeln es längst: Ich habe an vielen Dingen keine Freude und glaube an viele Dinge nicht, die der Stolz der heutigen Menschheit sind: Ich glaube nicht an die Technik, ich glaube weder an die Herrlichkeit und Unübertrefflichkeit unserer Zeit noch an irgendeinen ihrer hochbezahlten ‚Führer‘, während ich vor dem, was man so ‚Natur‘ nennt, eine unbegrenzte Hochachtung habe.“

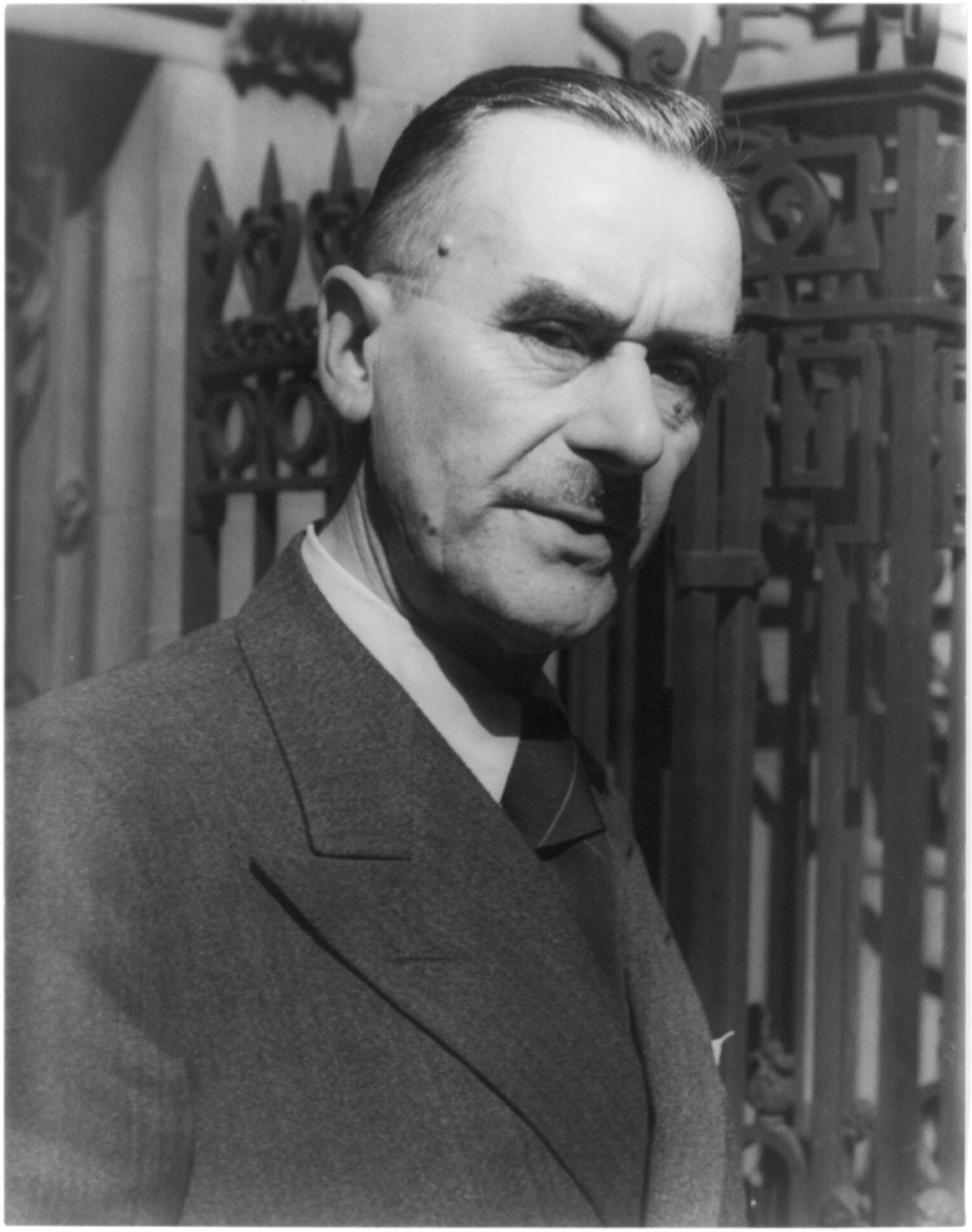
Thomas Mann 1937,
Foto von Carl Van Vechten. Die Casa Rossa war eine der Anlaufstellen für Thomas Mann und etliche andere Emigranten aus Deutschland auf ihrem Weg ins Exil.

Die Machtübernahme der Nationalsozialisten in Deutschland beobachtete Hesse mit großer Sorge. Bertolt Brecht und Thomas Mann machten 1933 auf ihren Reisen ins Exil jeweils bei Hesse Station. In der Ablehnung des Nationalsozialismus waren Mann und Hesse geeint und fühlten sich trotz sehr unterschiedlicher Ausprägung ihrer Persönlichkeiten in bestimmten Grundlinien ihrer freundschaftlichen Beziehung bis zum Schluss verbunden. Zwischen Hesse und Brecht, die über die Bücherverbrennungen jenes Jahres in Deutschland sprachen, bestand diese Art der Verbindung nicht.
Hesse versuchte auf seine Weise, der Entwicklung in Deutschland gegenzusteuern: Er hatte schon seit Jahrzehnten in der deutschen Presse Buchrezensionen publiziert – nun sprach er sich darin verstärkt für jüdische und andere von den Nationalsozialisten verfolgte Autoren aus. Ab Mitte der 1930er Jahre wagte keine deutsche Zeitung mehr, Artikel von Hesse zu veröffentlichen.
Hesse trat nicht offen gegen das NS-Regime auf, sein Werk wurde auch nicht offiziell verboten oder „verbrannt“, dennoch war es seit 1936 „unerwünscht“. Trotz Einschränkungen gab es aber immer wieder Neuauflagen. Die Suhrkamp Verlag KG Berlin konnte noch 1943 den Knulp neu auflegen.
Hesses geistige Zuflucht vor den politischen Auseinandersetzungen und später vor den Schreckensmeldungen des Zweiten Weltkriegs war die Arbeit an seinem Roman Das Glasperlenspiel, der 1943 in der Schweiz gedruckt wurde. Nicht zuletzt für dieses Spätwerk wurde ihm 1946 der Nobelpreis für Literatur verliehen: „für seine inspirierten Werke, die mit zunehmender Kühnheit und Tiefe die klassischen Ideale des Humanismus und hohe Stilkunst verkörpern“ (Begründung der Schwedischen Akademie, Stockholm).

#### Korrespondenz
Nach dem Zweiten Weltkrieg ging Hesses literarische Produktivität zurück: Er schrieb noch Erzählungen und Gedichte, aber keinen Roman mehr. Der Schwerpunkt seiner Tätigkeit verlagerte sich zunehmend auf seine immer umfangreicher werdende Korrespondenz. Schon seit den 1920er Jahren pflegte Hesse in seiner Korrespondenz ein sich ständig vergrößerndes Netzwerk aus Freunden, Briefpartnern und Gönnern, die ihn und seine Kriegsgefangenenfürsorge während der schwierigen Kriegsjahre immer wieder durch finanzielle und materielle Zuwendungen im Tausch gegen handgeschriebene und illustrierte Gedichte, Aquarelle oder Sonderdrucke materiell unterstützten. Dazu kamen außerdem noch die Briefe seiner Bewunderer.
Nach Untersuchungen seiner Söhne Bruno und Heiner Hesse sowie des Hesse-Editionsarchives in Offenbach hat Hesse ca. 35.000 Briefe erhalten. Da er absichtlich ohne Sekretariat arbeitete, beantwortete er einen sehr großen Teil dieser Post persönlich; 17.000 dieser Antwortbriefe sind ermittelt. Als ausgeprägter Individualist empfand er diese Vorgehensweise als moralische Verpflichtung. Diese tägliche Inanspruchnahme durch einen stetigen Strom von Briefen war der Preis dafür, dass er seinen wiedererwachten Ruhm bei einer neuen Generation deutscher Leser miterleben konnte, die sich von dem „weisen Alten“ in Montagnola Lebenshilfe und Orientierung, aber auch finanzielle Unterstützung erhofften. Zu ähnlichen Anfragen nach seinem Befinden, seinem Tagesablauf oder seinen Beobachtungen bei Ereignissen, die von allgemeinerem Interesse waren, arbeitete er allerdings längere Betrachtungen aus, die er als Rundbriefe versandte (s. u. Literaturübersicht).

#### Tod
Im Dezember 1961 erkrankte Hermann Hesse an einer Grippe, von der er sich nur schwer erholte. Er hatte schon seit Längerem, ohne es zu wissen, Leukämie; im Spital von Bellinzona wurde er mit Bluttransfusionen behandelt. Hesse verstarb in der Nacht zum 9. August 1962 im Schlaf an einem Schlaganfall. Seine Frau, die erst wartete, dass er zum Frühstück komme, fand ihn schließlich leblos in seiner üblichen Schlafstellung. Der alarmierte Hausarzt konnte nur noch den Tod feststellen. Zwei Tage später wurde er im Kreis seiner Familie und Freunde auf dem Friedhof Sant’Abbondio in Gentilino beigesetzt, auf dem sich auch die Gräber von Emmy und Hugo Ball befinden. Den Grabstein hat Hans Jakob Meyer gestaltet.
In seinem letzten Gedicht Knarren eines geknickten Astes, niedergeschrieben in der letzten Lebenswoche in drei Fassungen, schuf er ein Sinnbild für den nahenden Tod.

### Staatsbürgerschaft
Als Sohn einer württembergischen Missionarstochter und eines deutschbaltischen Missionars war Hesse durch Geburt Staatsbürger des Russischen Kaiserreichs. Von 1883 bis 1890 und erneut ab 1924 besaß er das Bürgerrecht der Schweiz, dazwischen war er württembergischer Staatsbürger.

## Weitere Darstellungen Hesses in der bildenden Kunst
- Hanfried Schulz: Porträt Hermann Hesse (Holzschnitt, 1960, 56 × 35 cm)[62]

## Literarische Bedeutung
Hesses frühe Werke standen noch in der Tradition des 19. Jahrhunderts: Seine Lyrik ist ganz der Romantik verpflichtet, ebenso Sprache und Stil des Peter Camenzind, eines Buches, das vom Autor als Bildungsroman in der Nachfolge des Kellerschen Grünen Heinrich verstanden wurde. Inhaltlich wandte sich Hesse gegen die wachsende Industrialisierung und Verstädterung, womit er eine Tendenz der Lebensreform und der Jugendbewegung aufgriff. Diese neoromantische Haltung in Form und Inhalt wurde von Hesse später aufgegeben. Die antithetische Struktur des Peter Camenzind, die sich an der Gegenüberstellung von Stadt und Land und an dem Gegensatz männlich–weiblich zeigt, ist hingegen auch in den späteren Hauptwerken Hesses (z. B. im Demian und im Steppenwolf) noch zu finden.
Die Bekanntschaft mit der Archetypenlehre des Psychologen Carl Gustav Jung hatte einen entscheidenden Einfluss auf Hesses Werk, der sich zuerst in der Erzählung Demian zeigte. Der ältere Freund oder Meister, der einem jungen Menschen den Weg zu sich selbst öffnet, wurde eines seiner zentralen Themen. Die Tradition des Bildungsromans ist auch im Demian noch zu finden, aber in diesem Werk (wie auch im Steppenwolf) spielt sich die Handlung nicht mehr auf der realen Ebene ab, sondern in einer inneren „Seelen-Landschaft“.
Ein weiterer wesentlicher Aspekt in Hesses Werk ist die Spiritualität, die sich vor allem (aber nicht nur) in der Erzählung Siddhartha finden lässt. Indische Weisheitslehren, der Taoismus und christliche Mystik bilden seinen Hintergrund. Die Haupttendenz, wonach der Weg zur Weisheit über das Individuum führt, ist jedoch ein typisch westlicher Ansatz, der keiner asiatischen Lehre direkt entspricht, auch wenn durchaus Parallelen im Theravada-Buddhismus zu finden sind. Hesse hat sich auch kritisch mit dem eigenen Werk auseinandergesetzt. So meinte er im Zusammenhang mit dem Siddhartha mit Blick auf seine esoterischen Perspektiven: „Ich machte damals – nicht zum ersten Mal natürlich, aber härter als jemals – die Erfahrung, dass es unsinnig ist, etwas schreiben zu wollen, was man nicht gelebt hat [...].“
Alle Werke Hesses enthalten eine stark autobiografische Komponente. Besonders offensichtlich ist sie im Demian, in der Morgenlandfahrt, aber auch in Klein und Wagner und nicht zuletzt im Steppenwolf, der geradezu exemplarisch für den „Roman der Lebenskrise“ stehen kann. Im Spätwerk tritt diese Komponente noch deutlicher hervor – in den zusammengehörigen Werken Die Morgenlandfahrt und Das Glasperlenspiel verdichtete Hesse in mehrfachen Variationen sein Grundthema: die Beziehung zwischen einem Jüngeren und seinem älteren Freund oder Meister. Vor dem historischen Hintergrund der nationalsozialistischen Diktatur in Deutschland zeichnete Hesse im Glasperlenspiel eine Utopie der Humanität und des Geistes, zugleich schrieb er aber auch wieder einen Bildungsroman. Beide Elemente halten sich in einem dialektischen Wechselspiel die Waage.
Nicht zuletzt setzte Hesse mit etwa 3000 Buchrezensionen, die er im Laufe seines Lebens für 60 verschiedene Zeitungen und Zeitschriften verfasste, in jener Zeit Qualitätsmaßstäbe, die im Bereich der Vermittlung, Förderung und behutsamer Kritik ihresgleichen suchten. Grundsätzlich rezensierte er keine Literatur, die ihm nach seinen Maßstäben als schlecht erschien. Wie Thomas Mann, so hat sich auch Hesse intensiv mit dem Werk Goethes auseinandergesetzt.
Die Bandbreite seiner Rezensionen erstreckte sich von kleineren Erzählbänden bislang unbekannter Autoren bis hin zu philosophischen Kernwerken aus dem asiatischen Kulturraum. Diese asiatischen Zentralwerke haben in der Gegenwart immer noch Bestand, doch wurden sie bereits von Hesse etliche Jahrzehnte früher entdeckt und erschlossen, bevor sie in den 1970er Jahren zum literarisch-philosophischen und geistigen Allgemeingut auch der westlichen Hemisphäre wurden. Homoerotische Elemente in seinem Werk wurden in der Literaturwissenschaft verschiedentlich thematisiert.

## Rezeption
Hesses Frühwerk wurde von der zeitgenössischen Literaturkritik überwiegend positiv beurteilt.
Die Hesse-Rezeption im Deutschland der beiden Weltkriege war infolge seiner Antikriegs- und antinationalistischen Äußerungen stark durch die Pressekampagnen gegen den Autor geprägt. Nach beiden Weltkriegen deckte Hesse bei einem Teil der Bevölkerung, insbesondere der jeweils herangewachsenen jüngeren Generation, das Bedürfnis nach geistiger und zum Teil moralischer Neuorientierung ab. „Wiederentdeckt“ wurde er zu einem überwiegenden Teil daher erst weit nach 1945.
Gut zehn Jahre nachdem Hesse der Nobelpreis für Literatur verliehen worden war, schrieb Karlheinz Deschner 1957 in seiner Streitschrift Kitsch, Konvention und Kunst: „Daß Hesse so vernichtend viele völlig niveaulose Verse veröffentlicht hat, ist eine bedauerliche Disziplinlosigkeit, eine literarische Barbarei“; auch in Bezug auf Hesses Prosa kam Deschner zu keinem günstigeren Urteil. In den folgenden Jahrzehnten schlossen sich Teile der deutschen Literaturkritik dieser Beurteilung an, Hesse wurde von manchen als Produzent epigonaler und kitschiger Literatur qualifiziert. So ähnelt die Hesse-Rezeption einer Pendelbewegung: Kaum war sie in den 1960er Jahren in Deutschland auf einem Tiefpunkt angelangt, brach unter den Jugendlichen in den USA ein „Hesse-Boom“ ohnegleichen aus, der dann auch wieder nach Deutschland übergriff; insbesondere Der Steppenwolf (nach dem sich die gleichnamige Rockband benannte) wurde international zum Bestseller und Hesse zu einem der meistübersetzten und -gelesenen deutschen Autoren. Weltweit wurden über 120 Millionen seiner Bücher verkauft (Stand Anfang 2007). In den 1970er Jahren veröffentlichte der Suhrkamp-Verlag einige Tonbänder mit dem am Ende seines Lebens aus seinen Werken rezitierenden Hesse als Sprechplatten. Schon zu Beginn seiner Laufbahn widmete sich Hesse der Autorenlesung und verarbeitete seine eigentümlichen Erlebnisse in diesem Zusammenhang in dem ungewöhnlich heiteren Text „Autorenabend“.
Neben den USA und Europa wurde Hesses Werk auch in Südamerika intensiv rezipiert, z. B. von Jorge Luis Borges.

### Rezeption der Hippies
Der Schriftsteller Ken Kesey hatte Hesses mystische Erzählung Die Morgenlandfahrt, in der ein Geheimbund von Träumern, Dichtern und Fantasten nicht der Vernunft, sondern dem Herzen folgt, mit Begeisterung gelesen. In Anlehnung an die Erzählung betrachtete er sich und die Merry Pranksters als dem Geheimbund Zugehörige und den großen Bustrip von 1964 quer durch die USA als seine Variante der „Morgenlandfahrt“.
Der deutschstämmige Musiker Joachim Fritz Krauledat alias John Kay hatte 1968, nach der Lektüre eines Hesse-Romans, seine damalige Bluesband Sparrow neu formiert und in Kalifornien in Steppenwolf umbenannt.
Santana, eine andere Rockband aus San Francisco, benannte ihr zweites und höchst erfolgreiches Album von 1970 nach einem Begriff aus dem Hesse-Roman Demian, der damals in der Band zirkulierte. Carlos Santana: „Der Titel Abraxas stammt aus einem Buch von Hermann Hesse, das Gregg, Stan und Carabello lasen.“ Die betreffende Stelle aus dem Buch ist auch auf dem Plattencover wiedergegeben, allerdings in der englischen Übersetzung.
In Kathmandu, der am sogenannten Hippie trail gelegenen Hauptstadt Nepals, hat sich eine Hermann Hesse Gesellschaft gegründet.

### Hermann Hesse und die Gegenwart
Calw, Hesses Geburtsstadt im Schwarzwald, bezeichnet sich selbst als die Hermann-Hesse-Stadt und nutzt dieses Attribut zugleich als Claim zur Eigenwerbung. In Calw informiert das Hermann-Hesse-Museum über Leben und Werk des berühmtesten Sohnes der Stadt. Die Schwarzwaldbahn aus Stuttgart soll 2023 als Hermann-Hesse-Bahn über den derzeitigen Endpunkt Weil der Stadt hinaus bis Calw verkehren.
Seit 1977 findet in unregelmäßigen, mehrjährigen Abständen jeweils unter wechselndem Hauptthema das Internationale Hermann-Hesse-Kolloquium in Calw statt. Hierzu referieren renommierte Hesse-Fachleute aus dem In- und Ausland aus ihrem Fachgebiet über zwei bis drei Tage. Die Tagungsteilnahme steht jedem Bürger nach Anmeldung offen. Das Programm wird meist wechselnd durch Vertonungen von Gedichten Hesses, weitere musikalische Darbietungen, Tanz und Schauspiel mit Themen zu oder aus Hesses Literatur und/oder durch eine Dokumentar- oder Literaturverfilmung begleitet.
Vergleichbar den Calwer Kolloquien finden seit 2000 in Sils-Maria im Schweizer Engadin in jährlichem Rhythmus die Silser Hesse-Tage statt, drei bis vier Tage im Sommerhalbjahr. Die Vorträge und Diskussionen stehen jeweils unter einem Schwerpunktthema.
Im Gedenken an Hesse wurden drei Literaturpreise nach ihm benannt: der seit 1957 verliehene Karlsruher Hermann-Hesse-Literaturpreis, der von der Calwer Hermann-Hesse-Stiftung seit 1990 verliehene Calwer Hermann-Hesse-Preis und der seit 2017 von der Internationalen Hermann-Hesse-Gesellschaft in Calw verliehene Preis der Internationalen Hermann Hesse Gesellschaft.

## Nachlass, Archivalien und Editionsarchiv
Hermann Hesses Nachlass wird in folgenden Bibliotheken und Archiven aufbewahrt:
Deutschland
- Berlin: Stiftung Archiv der Akademie der Künste
- Darmstadt: Hessisches Staatsarchiv
- Düsseldorf: Heinrich-Heine-Institut
- Frankfurt am Main: Universitätsbibliothek Johann Christian Senckenberg
- Marbach: Deutsches Literaturarchiv Marbach (archiviert den Großteil des Hesse-Nachlasses)[75]

Schweiz
- Basel: Öffentliche Bibliothek der Universität
- Bern: Schweizerisches Literaturarchiv (im Wesentlichen Briefe von und an Hesse)
- St. Gallen: Kantonsbibliothek St. Gallen (Vadiana)
- Solothurn: Zentralbibliothek Solothurn: Hermann-Hesse-Sammlung Rosa Muggli-Isler, Kilchberg (enthält Widmungsexemplare von Büchern, Privatdrucke, Bildmaterial und Korrespondenz)
- Zürich: ETH-Bibliothek Zürich (Hauptbibliothek der ETHZ)

Österreich
- Wien: Literaturarchiv der Österreichischen Nationalbibliothek, Hermann-Hesse-Sammlung Eleonore Vondenhoff

Das Hermann-Hesse-Editionsarchiv in Offenbach am Main wurde von dem Lektor und international renommierten Hesse-Herausgeber Volker Michels über mehrere Jahrzehnte aufgebaut, unter anderem mit Unterstützung des Sohnes Heiner Hesse. Wenngleich die Hesse-Bestände in den Literaturarchiven in Bern und Marbach größer sind, verfügt das Hermann-Hesse-Editionsarchiv über die am weitesten erschlossene und funktionell umfassendste Dokumentation zu Leben und Werk Hermann Hesses.
Im Deutschen Literaturarchiv Marbach sind zudem Teile des Hesse Nachlasses im Literaturmuseum der Moderne in einer Dauerausstellung zu sehen. Zum Beispiel liegen dort die Manuskripte bzw. Typoskripte zu Demian, Der Steppenwolf, Narziß und Goldmund und Gertrud.
Im Nachlass Hesses findet sich auch das unveröffentlichte, von ihm 1915 geschriebene Opernlibretto Romeo für seinen Freund Volkmar Andreae, das auf der Übertragung des Shakespeare-Dramas Romeo und Julia durch Schlegel beruht.

## Auszeichnungen und Ehrungen
Hermann Hesse literarisches Werk wurde mit einer Reihe von literarischen Auszeichnungen, internationalen Preisen und einem Ehrendoktortitel gewürdigt.
- 1904: Bauernfeld-Preis[76]
- 1928: Mejstrik-Preis der Wiener Schiller-Stiftung
- 1936: Gottfried-Keller-Preis
- 1946: Goethepreis der Stadt Frankfurt am Main
- 1946: Nobelpreis für Literatur für sein Gesamtwerk
- 1947: Ehrendoktor der Universität Bern
- 1947: Ernennung zum Ehrenbürger seiner Heimatstadt Calw
- 1950: Wilhelm-Raabe-Preis
- 1954: Pour le mérite für Wissenschaften und Künste
- 1955: Friedenspreis des Deutschen Buchhandels für seine Werke und Rezensionen während der NS-Zeit[77]
- 1962: Ehrenbürgerrecht der Gemeinde Collina d’Oro, in der Hesses langjähriger Wohnort Montagnola liegt, am 1. Juli 1962, wenige Wochen vor seinem Tod

Die Stadt Calw, in der sich auch das Hermann-Hesse-Museum befindet, benannte ihr Gymnasium und einen Platz in der Fußgängerzone nach ihm. Auch die Bahnstrecke nach Weil der Stadt soll nach ihrer geplanten Reaktivierung Hermann-Hesse-Bahn heißen. In Hermann Hesses Roman Unterm Rad gibt es mehrere Textstellen mit Bezug auf die alte Bahnstrecke.
Zudem gibt es einen Hermann-Hesse-Platz in Bad Mingolsheim sowie viele nach ihm benannte Straßen im ganzen Bundesgebiet. Auch mehrere Schulen wurden nach ihm benannt. 2021 benannte die Stadt Basel einen bislang namenlosen Platz in „Hermann Hesse-Platz“ um; er befindet sich in unmittelbarer Nähe des Kleinbasler Hotels Krafft, wo Hesse den Roman „Der Steppenwolf“ schrieb.
Am 8. Dezember 1998 wurde der Asteroid (9762) Hermannhesse nach ihm benannt.
Anlässlich seines 125. Geburtstages gab die Deutsche Post im Jahre 2002 eine Sonder-Briefmarke heraus.

## Hesse-Museen
- Hesse Museum Gaienhofen (Landkreis Konstanz), Deutschland[80]
- Mia- und Hermann-Hesse-Haus, Gaienhofen, Deutschland[81]
- Museo Hermann Hesse, Montagnola, Torre Camuzzi, Schweiz[82]
- Hermann-Hesse-Museum im historischen Stadtpalais „Haus Schüz“ in Hesses Geburtsstadt Calw[71]
- Hermann-Hesse-Kabinett in Tübingen[83][84]

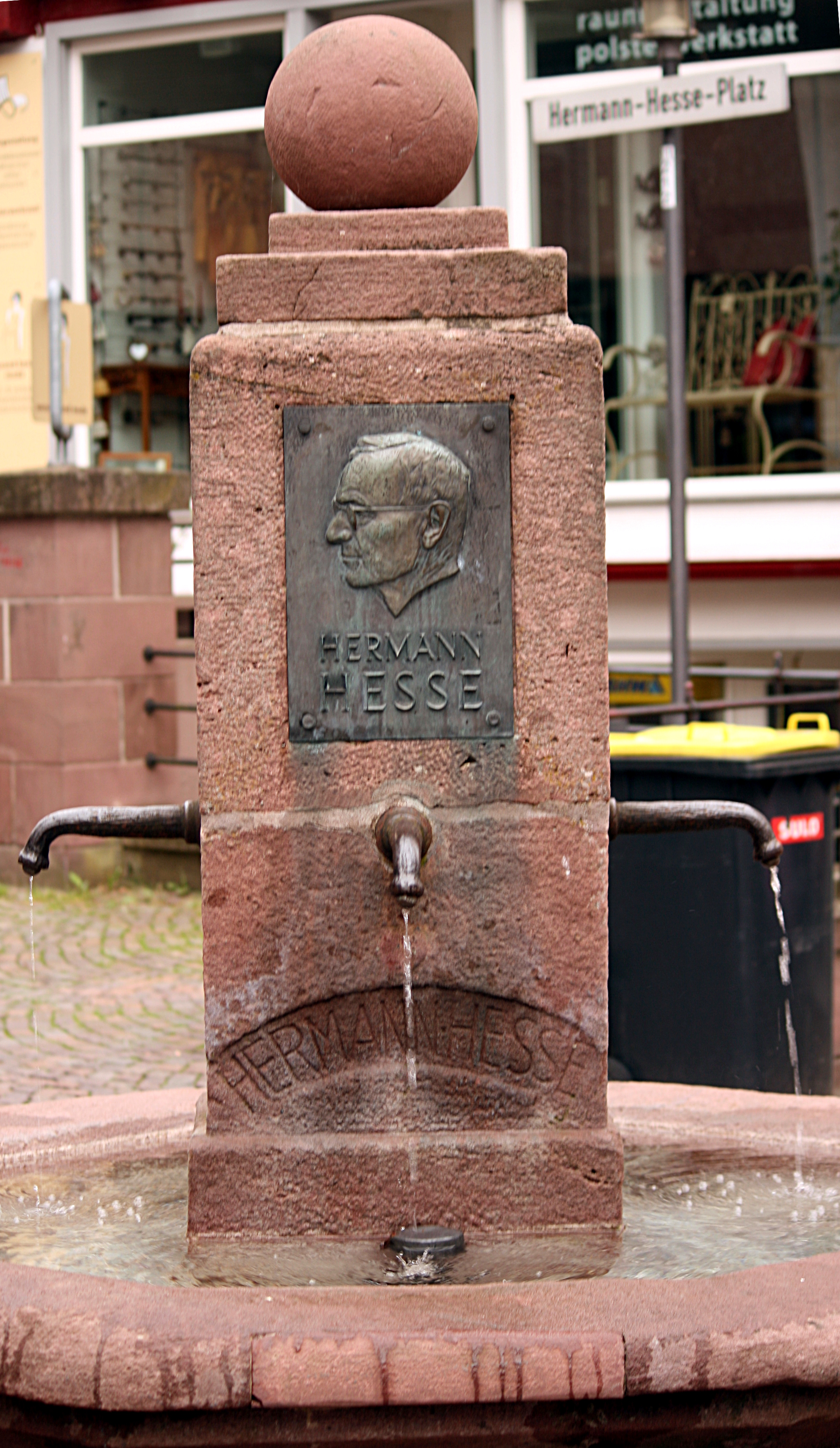
Hermann-Hesse Brunnen in Calw
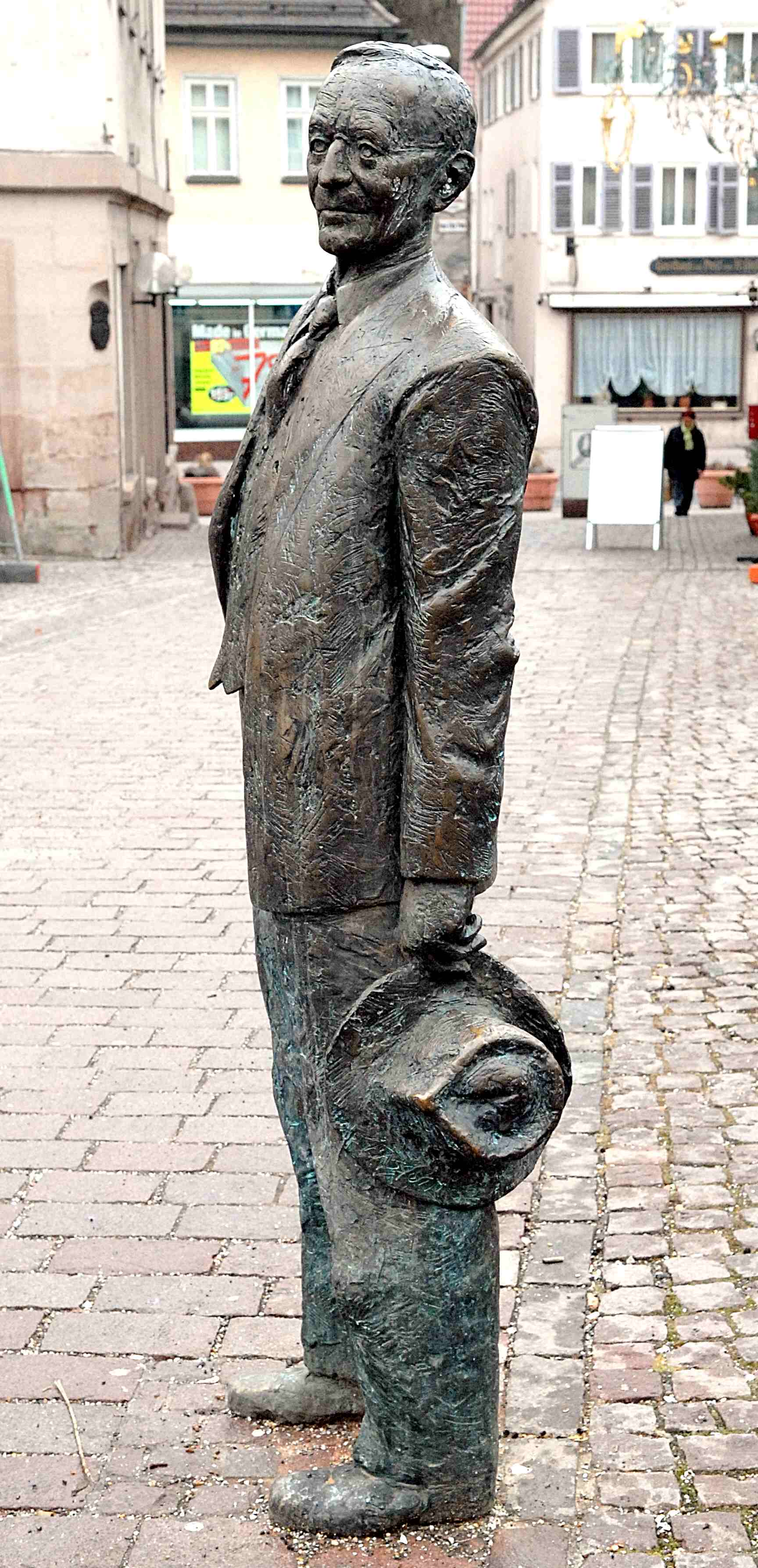
Hermann-Hesse-Skulptur von Kurt Tassotti in Calw
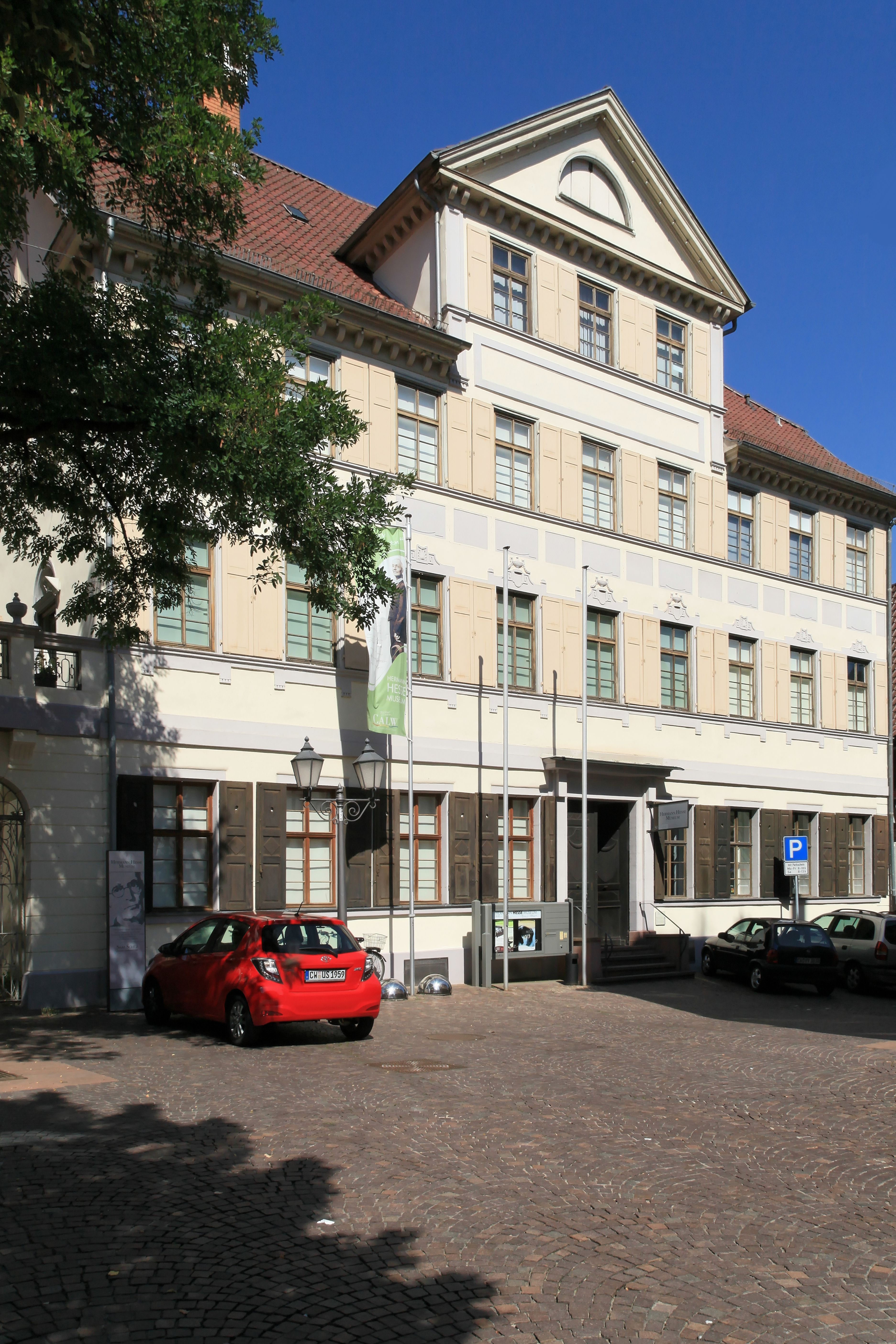
Hermann-Hesse-Museum in Calw
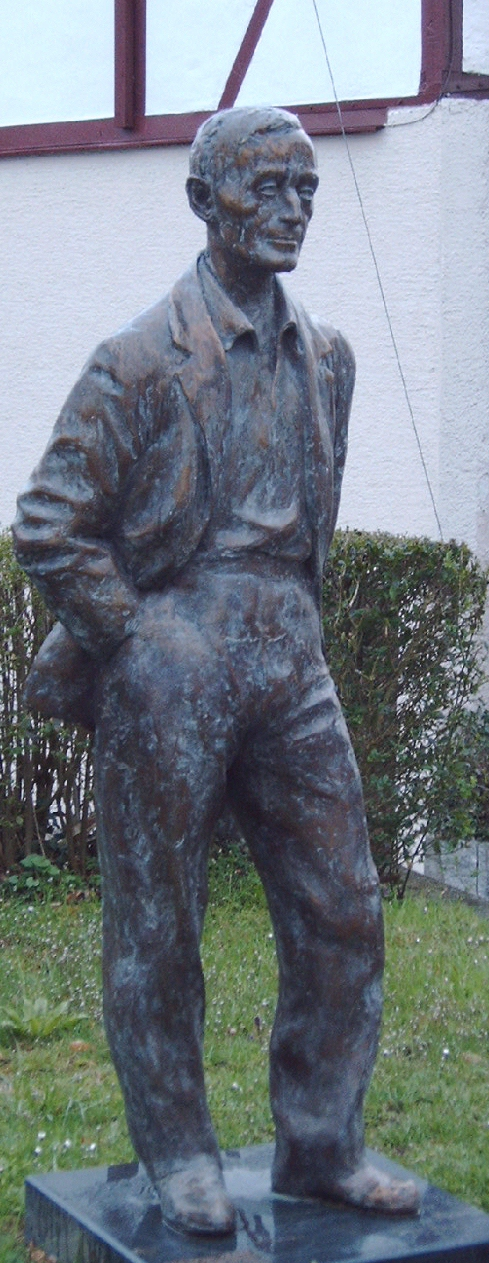
Hesse-Statue von Friedhelm Zilly in Gaienhofen.
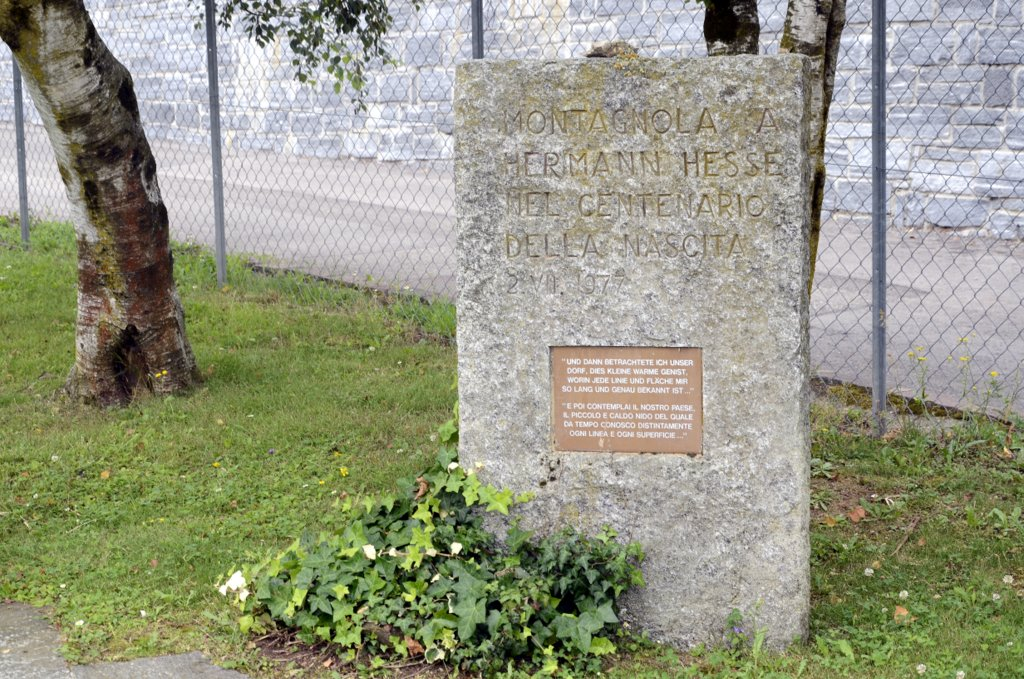
Gedenkstein in Montagnola zum 100. Geburtstag Hesses
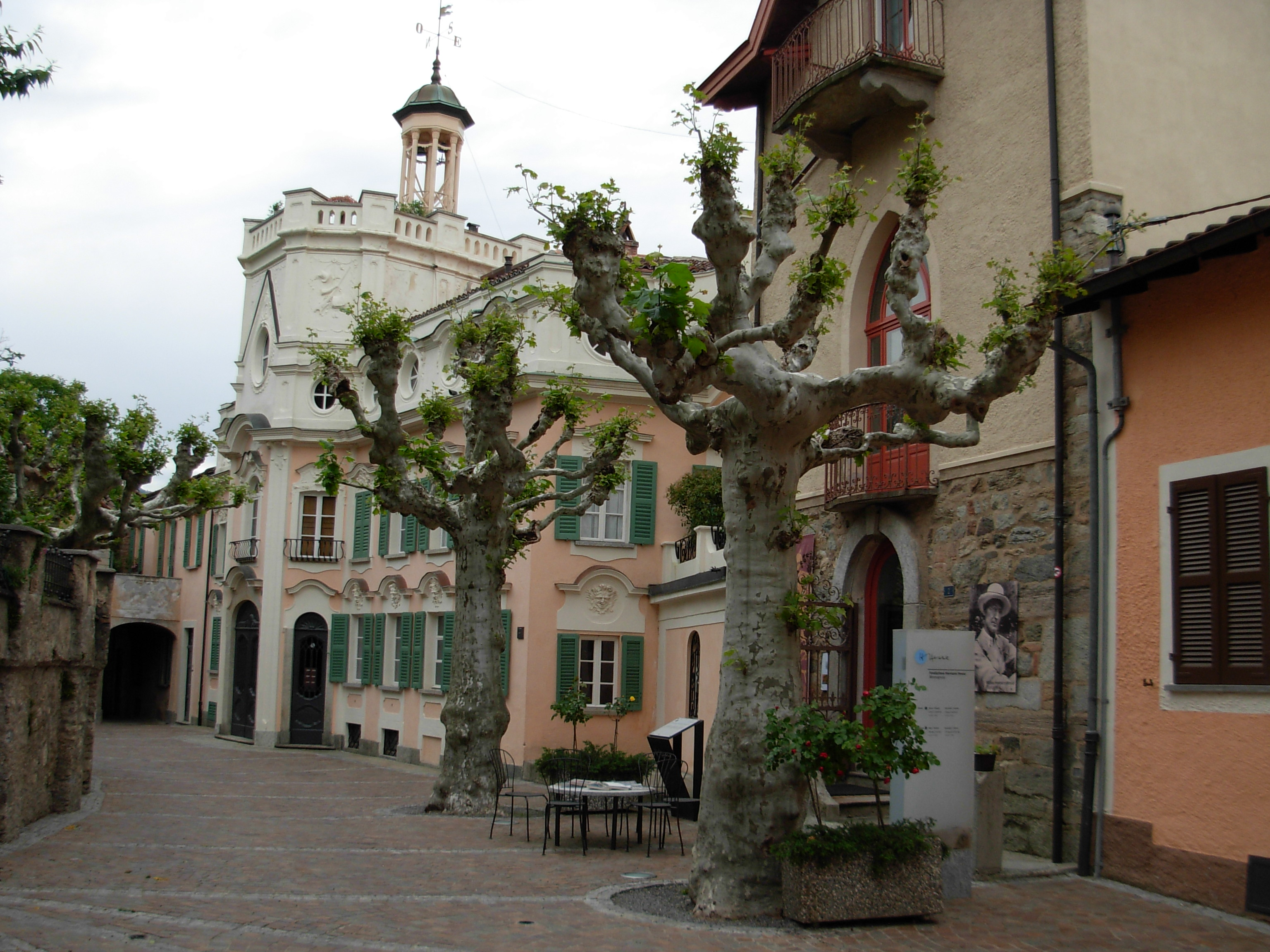
Hesse-Museum in Montagnola
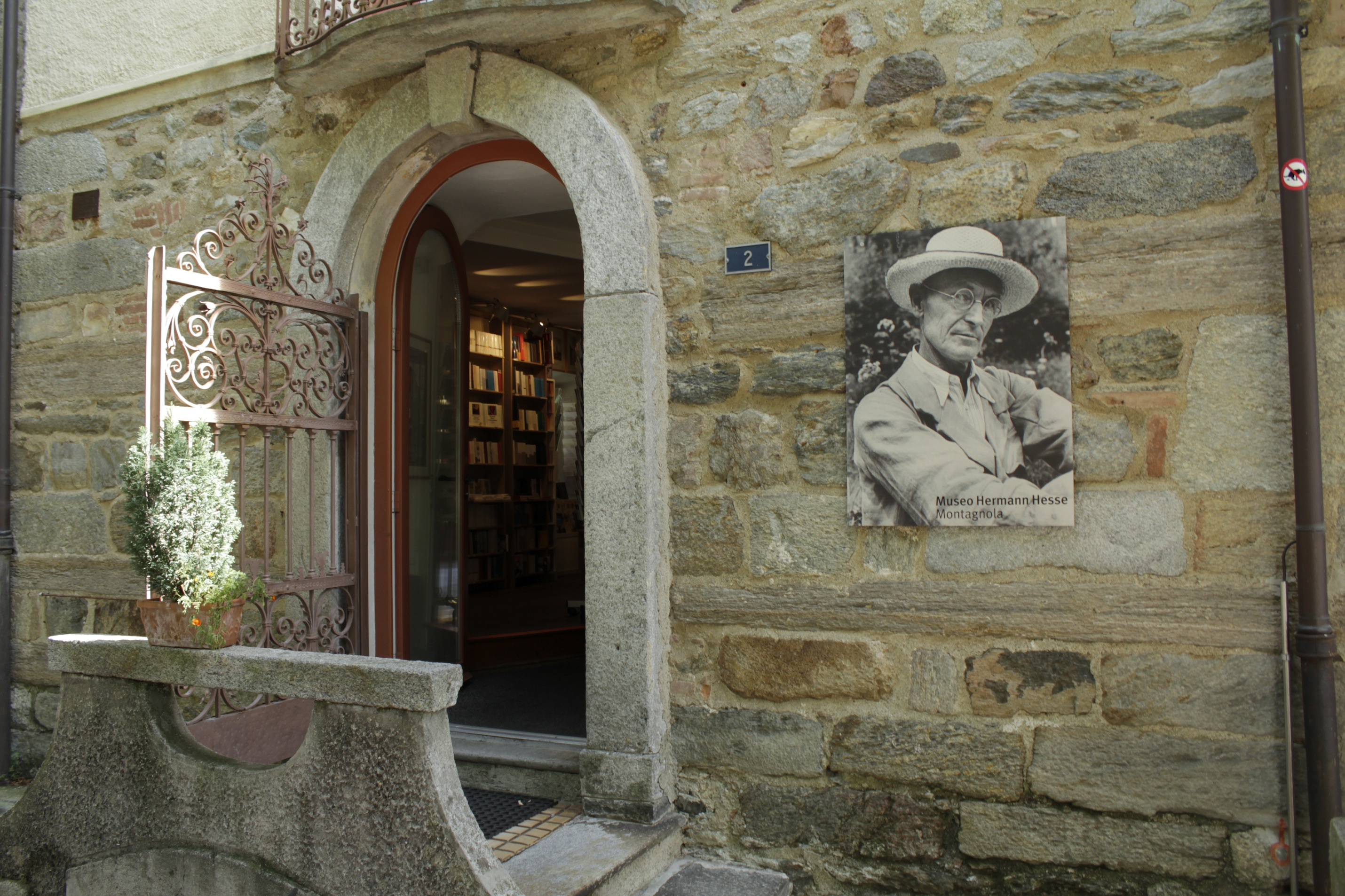
Eingang zum Museo Hermann Hesse
Im Museo Hermann Hesse, Montagnola, Schweiz
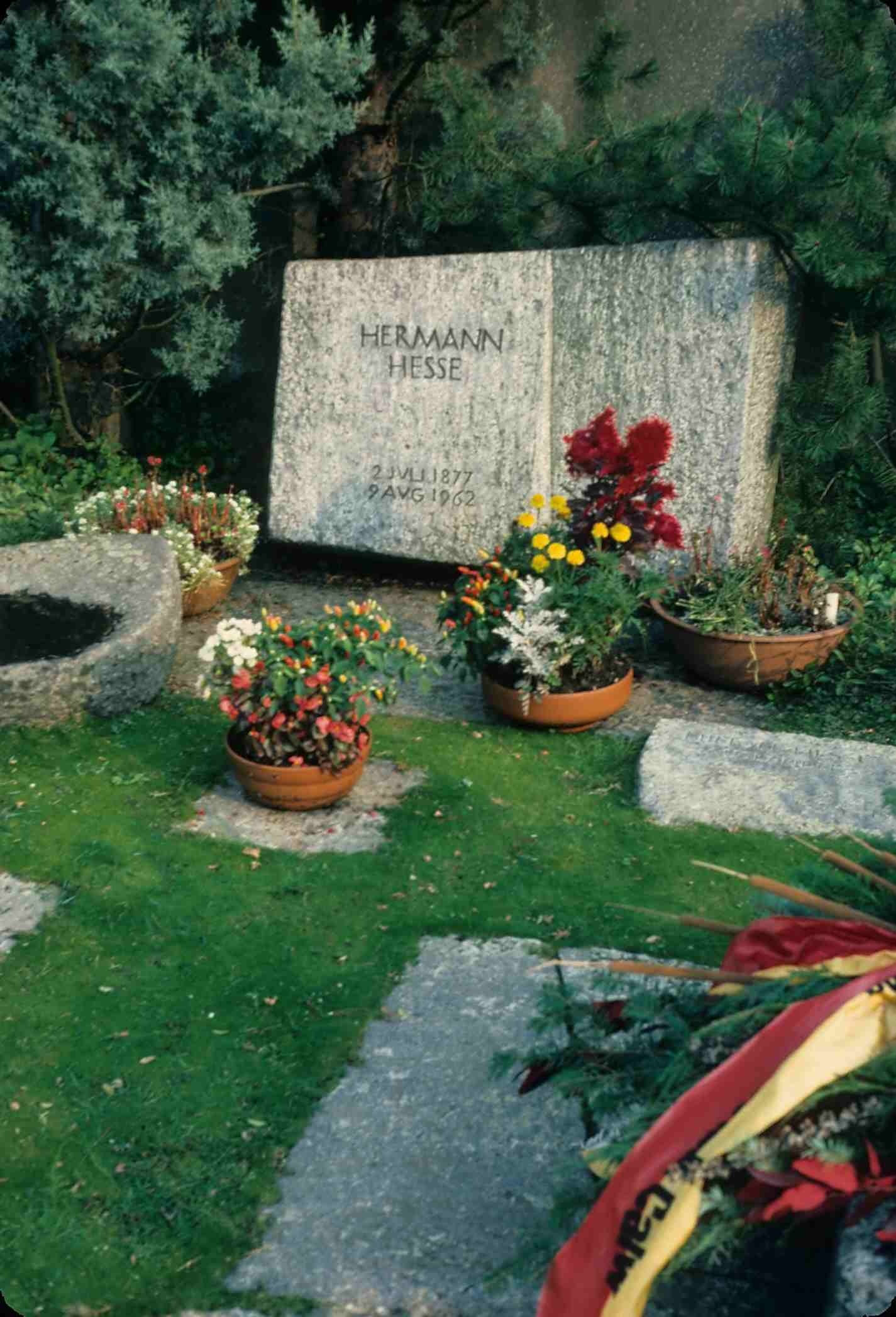
Grab von Hermann und Ninon Hesse.

## Werke (Auswahl)

### Schriften

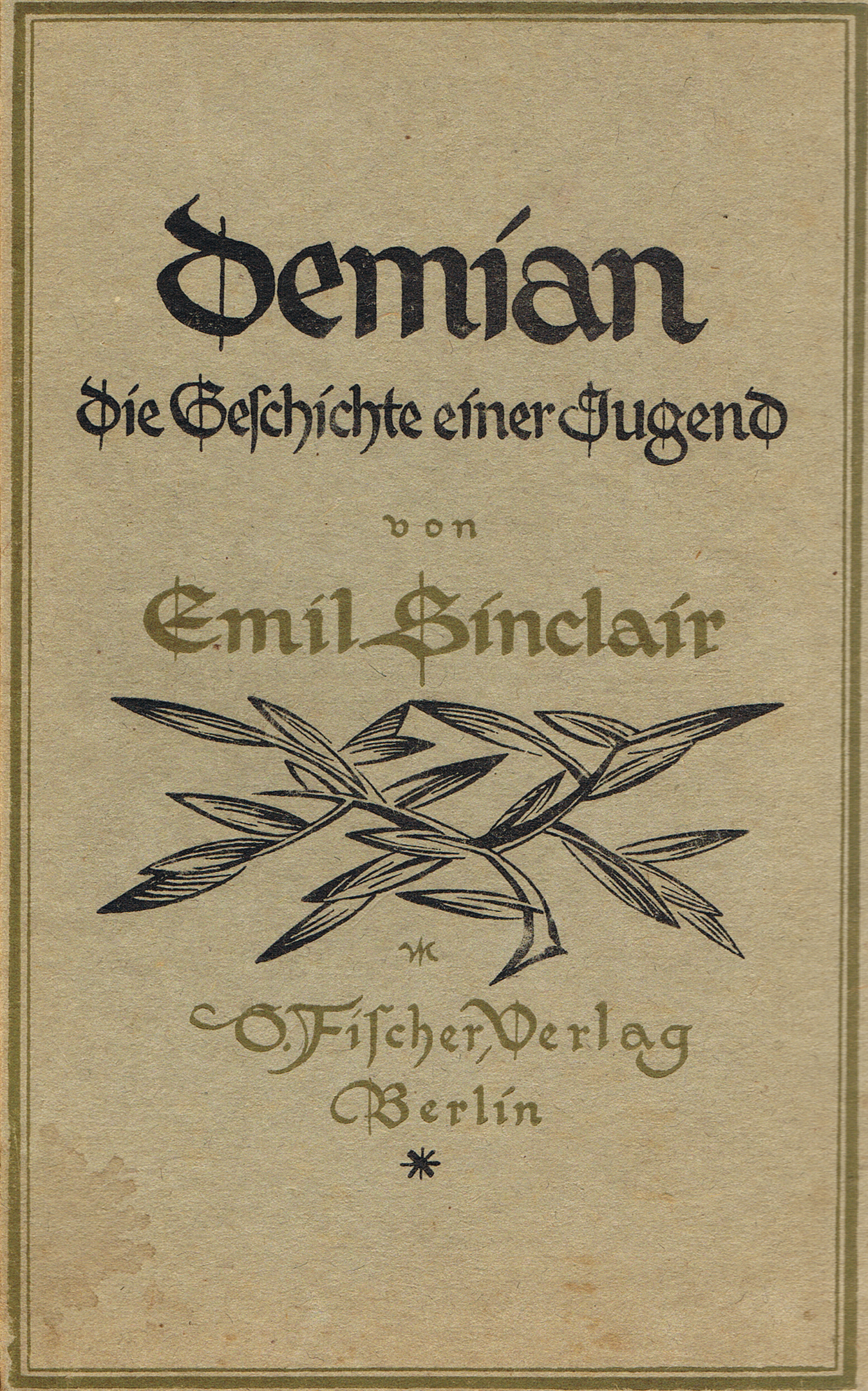
Erstausgabe von Demian (1919)

- Feuilleton „Der kleine Held“ (Übersetzung einer Novelle von Legoffic über den Helden von Haarlem)[88]
- In Kandy. 1912.
- Robert Aghion Teil 1. Teil 2.Teil 3. 1913.
- Der Inseltraum. 1917.
- Der Schlossergeselle. 1918.
- Wanderung übers Gebirg. 1919.
- Eine Sonate. 1919.
- Die Nacht. 1920.
- Gedanken zu Dostojewskis “Idiot”. 1920.

### Einzelausgaben
- Romantische Lieder. Pierson, Dresden 1899.[89]
- Eine Stunde hinter Mitternacht. Neun Prosastudien. Diederichs, Leipzig 1899, München 2019, ISBN 978-3-424-35097-5
- Hinterlassene Schriften und Gedichte von Hermann Lauscher. Reich, Basel 1900.
- Gedichte. Hrsg. und eingeleitet von Carl Busse. Grote, Berlin 1902; Neuausgabe als Jugendgedichte: Grote, Halle 1950.
- Boccaccio. Schuster & Loeffler, Berlin 1904.
- Franz von Assisi. Schuster & Loeffler, Berlin 1904.
- Peter Camenzind. Roman. Fischer, Berlin 1904.
- Unterm Rad. Roman. Fischer, Berlin 1906.
- Diesseits. Erzählungen (Aus Kinderzeiten, Die Marmorsäge, Heumond, Der Lateinschüler, Eine Fußreise im Herbst). Fischer, Berlin 1907; umgearbeitete und ergänzte Neuausgabe ebd. 1930.
- Nachbarn. Erzählungen (Die Verlobung, Karl Eugen Eiselein, Garibaldi, Walter Kömpff, In der alten Sonne). Fischer, Berlin 1908.
- Gertrud. Roman. Langen, München 1910; Neudruck: Suhrkamp, Frankfurt am Main 1955.
- Umwege. Erzählungen (Ladidel, Die Heimkehr, Der Weltverbesserer, Emil Kolb, Pater Matthias). Fischer, Berlin 1912[90]; ergänzte Neuausgabe als Kleine Welt: ebd. 1933.
- Aus Indien. Aufzeichnungen von einer indischen Reise. Fischer, Berlin 1913.
- Roßhalde. Roman. Fischer, Berlin 1914.
- Am Weg. Erzählungen (Juninacht, Der Wolf, Märchen, Der Brunnen im Maulbronner Kreuzgang, Eine Gestalt aus der Kinderzeit, Hinrichtung, Vor einer Sennhütte). Reuß & Itta, Konstanz 1915; Neuausgabe, illustriert von Louis Moilliet: Büchergilde Gutenberg, Zürich 1943.
- Knulp. Drei Geschichten aus dem Leben Knulps. Erzählung. Fischer, Berlin 1915.
- Musik des Einsamen. Neue Gedichte. Salzer, Heilbronn 1915.
- Schön ist die Jugend. Zwei Erzählungen. Fischer, Berlin 1916.
- Demian. Fischer, Berlin 1919.
- Märchen. Fischer, Berlin 1919.
- Klingsors letzter Sommer. Erzählungen. Fischer, Berlin 1920 (enthält: Kinderseele, Klein und Wagner und Klingsors letzter Sommer).
- Wanderung. Aufzeichnungen. Mit farbigen Bildern vom Verfasser. Fischer, Berlin 1920.
- Ausgewählte Gedichte S.Fischer, Berlin 1921.
- Siddhartha. Eine indische Dichtung. Fischer, Berlin 1922.
- Kurgast. Aufzeichnungen von einer Badener Kur. Fischer, Berlin 1925.
- Bilderbuch. Schilderungen. Fischer, Berlin 1926.
- Der Steppenwolf. Roman. Fischer, Berlin 1927.
- Die Nürnberger Reise. Fischer, Berlin 1927.
- Betrachtungen. Fischer, Berlin 1928 (enthält u. a. Wenn der Krieg noch zwei Jahre dauert).
- Trost der Nacht. Neue Gedichte. Fischer, Berlin 1929.
- Narziß und Goldmund. Erzählung. Fischer, Berlin 1930.
- Die Morgenlandfahrt. Erzählung. Fischer, Berlin 1932.
- Fabulierbuch. Erzählungen. Fischer, Berlin 1935.
- Stunden im Garten. Eine Idylle. Bermann-Fischer, Wien 1936.
- Gedenkblätter. Fischer, Berlin 1937.
- Neue Gedichte. Fischer, Berlin 1937.
- Der Novalis, aus den Papieren eines Altmodischen. Vereinigung Oltner Bücherfreunde, Olten 1940.
- Die Gedichte. Fretz & Wasmuth, Zürich 1942; ergänzte Neuausgabe: Suhrkamp, Frankfurt am Main 1953.
- Das Glasperlenspiel. Roman. 2 Bände. Fretz & Wasmuth, Zürich 1943 (darin: Stufen).
- Berthold. Ein Romanfragment. Fretz & Wasmuth, Zürich 1945.
- Traumfährte. Neue Erzählungen und Märchen. Fretz & Wasmuth, Zürich 1945.
- Traumfährte: Erzählungen und Märchen., 2. Auflage, Manesse Verlag, Zürich 1994, ISBN 3-7175-8152-X.
- Spaziergang in Würzburg. Hrsg. von Franz Xaver Münzel, Privatdruck (Tschudy & Co), St. Gallen (1945).
- Krieg und Frieden. Betrachtungen zu Krieg und Politik seit dem Jahr 1914. Fretz & Wasmuth, Zürich 1946.
- Späte Prosa. Suhrkamp, Berlin 1951, darin: Der gestohlene Koffer; Der Pfirsichbaum; Rigi-Tagebuch; Traumgeschenk; Beschreibung einer Landschaft; Der Bettler; Unterbrochene Schulstunde; Glück; Schulkamerad Martin; Aufzeichnung bei einer Kur in Baden; Weihnacht mit zwei Kindergeschichten.
- Briefe. Suhrkamp, Berlin 1951; v. Ninon Hesse erweiterte Ausgabe ebd. 1964.
- Beschwörungen. Späte Prosa – Neue Folge. Suhrkamp Verlag Berlin, 1955, darin: Erzählungen (Bericht aus Normalien, Die Dohle, Kaminfegerchen und Ein Maulbronner Seminarist), Rundbriefe (Geheimnisse, Nächtliche Spiele, Allerlei Post, Aprilbrief, Grossväterliches, Herbstliche Erlebnisse, Engadiner Erlebnisse, Begegnungen mit Vergangenem, Über das Alter, Beschwörungen, Notizblätter um Ostern, Rundbrief aus Sils-Maria) und Tagebuchblätter (Erlebnis auf einer Alp, Für Marulla, Tagebuchblätter 1955, 13. März, 14. Mai, 15. Mai, 1. Juli)
- Die späten Gedichte. Insel, Frankfurt am Main 1963 (Insel-Bücherei, Band 803).
- Prosa aus dem Nachlass. Suhrkamp, Frankfurt am Main 1965 (darin: Freunde).
- Der Vierte Lebenslauf Josef Knechts. Zwei Fassungen. Suhrkamp, Frankfurt am Main 1966 (Bibliothek Suhrkamp, Band 181).
- Die Kunst des Müßiggangs. Kurze Prosa aus dem Nachlass. Suhrkamp, Frankfurt am Main 1973, ISBN 3-518-36600-9.

### Sammelausgaben
- Gesammelte Schriften in sieben Bänden. Suhrkamp, Frankfurt am Main 1957; Neuausgabe ebd. 1978, ISBN 3-518-03108-2.
- Gesammelte Werke in zwölf Bänden. Zusammengestellt von Volker Michels. Suhrkamp, Frankfurt am Main 1970 (= Werkausgabe edition suhrkamp); ebd. 1987, ISBN 3-518-38100-8.
- Gesammelte Briefe in vier Bänden. In: Zusammenarbeit mit Heiner Hesse hrsg. v. Ursula und Volker Michels. Suhrkamp, Frankfurt am Main 1973–1986; ebd. 1990, ISBN 3-518-09813-6.
- Die Kunst des Müßiggangs. Kurze Prosa aus dem Nachlaß. Hrsg. von Volker Michels, Suhrkamp, Frankfurt am Main 1973.
- Die Märchen. Zusammengestellt von Volker Michels. Suhrkamp, Frankfurt am Main 1975; ebd. 2006, ISBN 3-518-45812-4.
- Volker Michels (Hrsg.): Hermann Hesse: Bäume. Betrachtungen und Gedichte. Mit Fotografien von Imme Techentin. Suhrkamp, Frankfurt am Main 1952; Taschenbuchausgabe: Insel, Frankfurt am Main 1984, ISBN 3-458-32155-1.
- Volker Michels (Hrsg.): Hermann Hesse: Musik. Betrachtungen, Gedichte, Rezensionen und Briefe. Mit einem Essay von Hermann Kasack (Hermann Hesses Verhältnis zur Musik). Suhrkamp, Frankfurt am Main 1976. (erweiterte Auflage. Suhrkamp, Frankfurt am Main 1986, ISBN 3-518-37717-5)
- Die Gedichte 1892–1962. 2 Bände. Neu eingerichtet und um Gedichte aus dem Nachlass erweitert von Volker Michels. Suhrkamp, Frankfurt am Main 1977, ISBN 3-518-36881-8 (= st 381).
  - Neuausgabe in einem Band: Suhrkamp, Frankfurt am Main 1992, ISBN 3-518-40455-5.
  - Auch als: Die Gedichte. Insel, Frankfurt am Main 2001, ISBN 3-458-34462-4 (= it 2762).
- Gesammelte Erzählungen. 4 Bände. Zusammengestellt von Volker Michels. Suhrkamp, Frankfurt 1977. (Suhrkamp, Frankfurt 1982, ISBN 3-518-03134-1)[91]
- Sämtliche Werke. 20 Bände und 1 Registerband. Hrsg. v. Volker Michels. Suhrkamp, Frankfurt 2001–2007, ISBN 978-3-518-41100-1.
- Chris Walton, Martin Germann (Hrsg.): Hermann Hesse und Othmar Schoeck, der Briefwechsel. (= Schwyzer Hefte. Band 105). Kulturkommission Kanton Schwyz, Schwyz 2016, ISBN 978-3-909102-67-9.
- Die Briefe. 10 Bände (geplant). Hrsg. v. Volker Michels. Suhrkamp, Berlin 2012 ff.
  - Band 1: 1881–1904. ISBN 978-3-518-42309-7.
  - Band 2: 1905–1915. ISBN 978-3-518-42408-7.
  - Band 3: 1916–1923. ISBN 978-3-518-42458-2.
  - Band 4: 1924–1932. ISBN 978-3-518-42566-4.
  - Band 5: 1933–1939. ISBN 978-3-518-42810-8.
  - Band 6: 1940–1946. ISBN 978-3-518-42953-2.
  - Band 7: 1947–1950. ISBN 978-3-518-43001-9.
  - Band 8: 1951–1957. ISBN 978-3-518-43113-9.
- „Mit dem Vertrauen, daß wir einander nicht verloren gehen können“. Briefwechsel mit seinen Söhnen Bruno und Heiner. Hrsg. v. Michael Limberg. Suhrkamp, Berlin 2019, ISBN 978-3-518-42905-1.
- Justus Hermann Wetzel, Briefe und Schriften, hrsg. von Klaus Martin Kopitz und Nancy Tanneberger, Würzburg 2019 (S. 79–143 Korrespondenz mit Hermann Hesse); ISBN 978-3-8260-7013-6

### Tondokumente
- Hermann Hesse: Über das Glück, gelesen von Hermann Hesse, 1949. Hörprobe, in: Schweizerische Nationalphonothek Lugano, Der Hörverlag (CD46721)
- Übergabe des Nobelpreises in Stockholm an Hermann Hesse, Radio DRS 20.12.1946, Tondokument in: Schweizerische Nationalphonothek Lugano (DAT2614)

## Adaptionen

### Literarische Verfilmungen
- Der Steppenwolf (1974), Spielfilm USA/Frankreich/Schweiz, basierend auf dem gleichnamigen Roman.
- Kinderseele (1977), deutscher Fernsehfilm, basierend auf der gleichnamigen Erzählung.
- Die Heimkehr (2012), deutsch-österreichischer Fernsehfilm, basierend auf der gleichnamigen Erzählung.
- Narziss und Goldmund (2020), deutscher Kinofilm, basierend auf dem gleichnamigen Roman.
- Siddhartha (1972), Spielfilm USA, basierend auf der gleichnamigen Erzählung.

### Textvertonungen nach Gedichten (Auswahl)
- Walther Aeschbacher: Die Nacht. Kantate für Sopran und Alt-Solo, Frauenchor und Streichorchester, unter teilweiser Benutzung eines Gedichtes von HH. Selbstverlag, Basel 1953.
- Volkmar Andreae: Vier Gedichte von HH. für eine (m.) St. mit Kl.begleitung. Op. 23. Hug, Zürich 1912 (Uraufgeführt 1913 von Ilona Durigo in Zürich[43]).
- Lydia Barblan-Opieńska: Bitte. Für männliche Stimme und Klavier. E. Barblan, Lausanne o. J.
- Waldemar von Baußnern: Der Pilger. Für vierstimmigen Männerchor und Orgel. Westdeutscher Chorverlag, Heidelberg 1927.
- Alfred Böckmann: Mondaufgang. Für vierstg. Männerchor. Thüringer Volksverlag, Weimar 1953 (= Neues Chorlied. 35 M.).
- Gerhard Bohner: Herbst. Für vierstimmigen (gem.) Chor. Möseler, Wolffenbüttel 1958 (= Chorblatt-Reihe. Lose Blätter. Nr. 602).
- Matthias Bonitz: Stufen (2016)[92]
- Cesar Bresgen: Wanderschaft für 3-stimmigen Chor (1959).
- Gottfried von Einem: Liederzyklus op. 43.
- Jürg Hanselmann: Liederkreis für Tenor und Klavier (2011), In Sand geschrieben, Kantate für Soli, Chor und Orchester (2011).
- Bertold Hummel: 6 Lieder nach Gedichten von Hermann Hesse für mittlere Stimme und Klavier op. 71a (1978) bertoldhummel.de.
  - Kopflos Ein Liederzyklus nach skurrilen Gedichten von Hermann Hesse für mittlere Stimme und Klavier, op. 108 (2002) bertoldhummel.de.
- Theophil Laitenberger: Sechs Lieder zu Gedichten von Hermann Hesse für Tenor/Bariton und Klavier (1922–1924): Frühlingstag / Enzianblüte / Wie der stöhnende Wind / Weiße Rose in der Dämmerung / Elegie im September / Assistono diversi santi.
- Jan-Martin Mächler: Neues Erleben. Hermann-Hesse-Vertonungen (2006).
- Casimir von Pászthory: 6 Lieder nach Hesse für hohe oder mittlere Stimme und Klavier.
- Günter Raphael: 8 Gedichte op. 72 für hohe Stimme und Orchester.
- Philippine Schick: Der Einsame an Gott. Op. 17. Kantate für dramatischen Sopran, lyrischen Bariton, dreistimmigen Frauenchor, Streichorchester und Klavier. Kahut, Leipzig 1929.
- Othmar Schoeck: Vertonung von 2 Dutzend Gedichten, darunter Vier Gedichte op. 8 und Zehn Lieder op. 44.
- Richard Strauss: Vier letzte Lieder (davon drei Lieder nach Gedichten von Hesse) (1948)
- Sándor Veress: Das Glasklängespiel für gemischten Chor und Kammerorchester (1978)
- Werner Wehrli: Fünf Gesänge op. 23
- Justus Hermann Wetzel: Fünfzehn Gedichte op. 11

## Filmdokumentation
- Hermann Hesse – Sein erstes Paradies. Filmdokumentation von Hardy Seer. Seerose Filmproduktion, Füssen 2012, ISBN 978-3-929371-24-6.
Eine Dokumentation über Hesses erstes eigenes Haus in Gaienhofen am Bodensee und seine Zeit von 1904 bis 1912. Mitwirkende und Interviewpartner: Simon Hesse (Enkel des Schriftstellers), Alois Prinz (Schriftsteller und Hesse-Biograph), Eva Eberwein (Dipl.-Biologin und Eigentümerin des Hermann-Hesse-Hauses), Ruediger Dahlke (Psychotherapeut, Arzt und Autor), Ute Hübner (Leiterin des Hermann-Hesse-Höri-Museums Gaienhofen), Volker Michels (Leiter des Hesse-Editionsarchivs).
- Hermann Hesse – Der Weg nach innen. Filmdokumentation von Andreas Christoph Schmidt. Schmidt und Paetzel, Berlin 2012. Filmporträt zum 50. Todestag. Interviewpartner sind in diesem Film Volker Michels (Herausgeber des Hesse-Editionsarchivs), Schriftsteller Adolf Muschg, Silver Hesse (Enkel von Hermann Hesse), Heimo Schwilk (Hesse-Biograf) und der amerikanische Literaturprofessor Theodore Ziolkowski.
- Hermann Hesse Superstar – Dokumentation. Filmdokumentation, Andreas Ammer, ARD, 3. Mai 2012
- Hermann Hesse. Brennender Sommer, Filmessay von Heinz Bütler, Zürich, 2020. Mit Daniel Behle, Silver Hesse, Sibylle Lewitscharoff, Michael Limberg, Oliver Schnyder, Peter Simonischek und Alain Claude Sulzer.
- Hermann Hesse – Die Reise in den Süden. Filmdokumentation von Werner Weick. 3sat